# Liste der Kulturdenkmale in Eilenburg

Wappen von Eilenburg

In der Liste der Kulturdenkmale in Eilenburg sind die Kulturdenkmale der sächsischen Stadt Eilenburg verzeichnet, die bis Mai 2020 vom Landesamt für Denkmalpflege Sachsen erfasst wurden (ohne archäologische Kulturdenkmale). Die Anmerkungen sind zu beachten.
Diese Aufzählung ist eine Teilmenge der Liste der Kulturdenkmale im Landkreis Nordsachsen.

## Eilenburg
| Bild           | Bezeichnung | Lage | Datierung | Beschreibung | ID       |
| -------------- | --- | --- | --- | --- | -------- |
| Weitere Bilder | Mietvilla | Am Anger 3 (Karte) | Um 1910 | Putzbau mit Fachwerkelementen, architektonisch anspruchsvolles Gebäude in repräsentativer Lage, baugeschichtlich von Bedeutung. Eingeschossiges Gebäude in Mischbauweise und mit ausgebautem Dachgeschoss, Sockelzone in roten Klinkern, Erdgeschoss verputzt, Dachobergeschoss mit ornamentiertem Zierfachwerk gestaltet, besonders im Giebel, Erker und Wintergarten, Straßenfront mit fünfseitigem Standerker, Giebelzwickel und Dachseiten teilweise verschiefert (Dachpappenschiefer), originales Vordach mit Schriftzug „Geh ein, geh aus, bleib Freund dem Haus“, kleine Freitreppe, rückseitig Balkon in Holzkonstruktion, teilweise noch originale Holzfenster. | 08973294 |
| Weitere Bilder | Wohnhaus in offener Bebauung | Am Anger 13 (Karte) | um 1930 | Für Eilenburg seltenes Beispiel im Stil der Bauhausarchitektur, somit von besonderer baugeschichtlicher und kunstgeschichtlicher Bedeutung. Zweigeschossiger Putzbau mit Flachdach und auskragender Traufe, Klinkersockel, nüchtern-sachliche Gliederung durch Wechsel von großen querrechteckigen Fenstern im Erdgeschoss und langen, schmalen liegenden Fenstern im Obergeschoss, teilweise über Eck, seitlicher Eingang mit Freitreppe, Treppenaufgang von Okuli und hohem Rechteckfenster beleuchtet, Südecke mit großer Terrasse und flachem Balkonaustritt im Obergeschoss, Putz vermutlich noch original. | 08973295 |
| Weitere Bilder | Wohnhaus in offener Bebauung und seitliche Einfriedung | Am Anger 15 (Karte) | um 1910 | In besonders markanter Lage gelegenes Gebäude, Reformstil-Architektur, von baugeschichtlicher und platzbildprägender Bedeutung. - Wohnhaus: zweigeschossiger Putzbau mit Walmdach (Biberschwanzkronendeckung), hohe Hechtgaupe, Sockel mit Putznutung, Gartenseite mit Eckarkaden und Terrasse, Südseite mit geschossübergreifendem Standerker, Fassadengliederung im Obergeschoss mit Fenstern in Rücklagen zwischen Pilastern mit Jugendstilkapitellen, im Erdgeschoss durch Putzgewände mit gerader Verdachung und tiefer gesetzten Brüstungsfeldern, eine Seite in Drillingsform und mit geschmiedeten Gittern in der Brüstung, an der Nordseite seitlich zum Obergeschoss führende Außentreppe - Einfriedung: mit originalem schmalem Eisengitter im Tor, südlich große Toranlage mit von Vasen bekrönten Pfeilern in Ziegelmauerwerk und Putznutung, Torgitter und seitlich ovales Gitter in originaler Schmiedearbeit | 08973296 |
| Weitere Bilder | Doppelwohnhaus in offener Bebauung | Am Anger 20, 21 (Karte) | um 1915 | Zeittypischer Bau in straßenbildprägender Lage, Reformstil-Architektur, baugeschichtlich von Bedeutung. Zweigeschossiger Putzbau, mehrfach gebrochenes Mansardwalmdach in Biberschwanzdeckung, Sockel teilweise in polygonalen Granitsteinen und Putz, Seitenrisalit mit Zwerchhaus und Balkon im Obergeschoss, Drillingsfenster am Eingangsbereich und im Obergeschoss, Einrahmung mittels gefaster Pfeiler und gerader Verdachung, Eckbetonung durch geputzte Quaderung, an der Südwestseite ebenfalls Mittelrisalit und Zwerchhaus, saniert (Sockelbereich nicht gut gelöst). 1908–1933 Sitz der Loge Zur Eule auf der Warte. | 08973298 |
| Weitere Bilder | Wohnhaus in offener Bebauung | Am Anger 24 (Karte) | um 1900 | Putz-Klinker-Fassade, Zeugnis der gründerzeitlichen Wohnbebauung in weitgehend authentischer Erscheinung, baugeschichtliche Bedeutung. Zweigeschossig, in Klinkermischbauweise, Mansarddach mit Biberschwanzdeckung (war ursprünglich vermutlich höher), Sockel: polygonaler Bruchstein und Putzfaschen um die Kellerfenster, Erdgeschoss verputzt, Putznutungen, Fenstersohlbänke mit Konsolen, gestufte Fensterverdachungen, Obergeschoss in roten Klinkern, geputzte, schräg angeschnittene Faschen, Sohlbänke mit Konsolen, Spiegelmotive in Fensterbrüstung, oberhalb der Fenster florale Motive und Muschelornament, darüber Segmentbögen in Klinker, Deutsches Band als Auflockerung der Fassaden, kräftig profiliertes Gurtgesims, Seitenrisalit mit Zwerchhaus und Okulus, Südwestfassade mit Mittelrisalit und Zwerchhaus, neue Fenster. | 08973297 |
| Weitere Bilder | Villa (Bürgermeisterhaus) | Am Anger 29 (Karte) | 1916 | Große repräsentative Stadtvilla in markanter Lage, im Reformstil, Schenkung des Mühlenbesitzers Wilhelm Grune, von ortshistorischer und baugeschichtlicher Bedeutung. Zweigeschossiger Putzbau mit ausgebautem Mansardwalmdach und weitauskragender Traufe, risalitförmig betonter Eingangsbereich mit erdgeschosshoher Pilasterrahmung, ionischen Doppelsäulen und Architrav mit Zahnschnitt, Sockelgeschoss mit Putznutung Fassade mit Jugendstildekorationen geschmückt, rückseitige Parkfront mit Standerker und Balkonen, Zustand neu saniert, Inschriften: „Bürgermeisterhaus“ und „Wilhelm-Grune-Schenkung“. Das Haus sollte dem jeweiligen Ersten Bürgermeister als Wohnsitz zur Verfügung stehen. Einziger hier residierender Bürgermeister blieb bis zur Amtsenthebung durch die Nationalsozialisten 1933 Alfred Belian, der selbst an der Gestaltung mitgewirkt hatte. | 08973293 |
| Weitere Bilder | Mietvilla | Am Anger 30 (Karte) | um 1910 | Repräsentatives Gebäude im zeittypischen Reformstil, markante Lage, baugeschichtliche Bedeutung. Zweigeschossiger Putzbau mit Mansarddach (Biberschwanzdeckung), Vorderseite mit eingezogenem Balkon im Dachbereich, Sockel in rotem Klinker, überdachter Eingangsbereich mit Balkon, Obergeschoss mit Eckerker, umlaufendes Hauptgesimsband, Putzkartusche (Obstkorb mit Vögeln), Fenster mit geteiltem Oberlicht, saniert, Seitenrisalit mit eingezogenen Pilastern, rückseitig Standerker. | 08973300 |
| Weitere Bilder | Villa Laaser mit Garten, Einfriedung und Toreinfahrt | Am Anger 31 (Karte) | 1911 | Straßenbildprägendes Gebäude direkt am Stadtpark gelegen, qualitätvolle Gestaltung, Reformstil-Architektur, erbaut für den Arzt Ernst Laaser (1863–1922), ortsgeschichtlich und baugeschichtlich von Bedeutung - Villa: zweigeschossiger Putzbau, geschwungenes Mansarddach (Biberschwanzdeckung), Westseite mit Ochsenauge im Zwerchhaus, Rundbogendachgauben, Frontseite mit Mittelrisalit (geschwungenes Pyramidendach), Ostseite hohes Zwerchhaus, rückseitig im Erdgeschoss geschlossene Veranda, im Obergeschoss als offener Balkon, Westseite Obergeschoss mit Bleiglasfenstern, rückseitig Treppenaufgang mit Pergola, Eingangsbereich portikusartig mit Rundbogenverdachung, im Sockelbereich des Gebäudes Putznutung, Gurtgesims, im Erdgeschoss des Mittelrisalits vertikale Schmuckbänder mit Spiegel-, Tier- und Pflanzenmotiven, Obergeschoss mit Fensterläden, Fenster mit geteiltem Oberlicht - Einfriedung: Putzpfeiler mit Kleinplastiken (Eule und Schlange haltende Putti), schmiedeeisernes Gitter und neuer roter Klinkersockel | 08973299 |
| Weitere Bilder | Bergfriedhof (Sachgesamtheit) | Am Ehrenfriedhof (Karte) | 1902 (Friedhof); bezeichnet mit 1934 (Friedhofskapelle) | Sachgesamtheit Bergfriedhof, mit folgenden Einzeldenkmalen: Friedhofskapelle (mit Ausstattung), sowie Friedhofsportal und Einfriedung eines Friedhofes (siehe Einzeldenkmal 08973320) sowie Friedhofsanlage (Gartendenkmal) mit separatem Ehrenfriedhof für die Gefallenen des Ersten und Zweiten Weltkrieges; Kapelle auf dem Ehrenfriedhof mit einer qualitätvollen Architektur im expressionistischen Stil, von ortshistorischer Bedeutung | 09304867 |
| Weitere Bilder | Friedhofskapelle (mit Ausstattung), Friedhofsportal und Einfriedung eines Friedhofes (Einzeldenkmale zu ID-Nr. 09304867)                                                                                 | Am Ehrenfriedhof (Karte) | Bezeichnet mit 1934 | Einzeldenkmale der Sachgesamtheit Bergfriedhof; Kapelle auf dem Ehrenfriedhof mit einer qualitätvollen Architektur im expressionistischen Stil, von ortshistorischer Bedeutung. - Friedhofskapelle (bezeichnet mit 1934 am Türschild): roter Klinkerbau mit Walmdach, rechteckförmiger Grundriss mit seitlichen Nebenräumen, längsseits je vier schmale, hohe Rechteckfenster in spitzbogenförmiger Umrahmung, Portal in abgestuftem hohem Spitzbogengewände aus dunkelroten Klinkern, im Zwickel (Bogenfeld) schlankes Kreuz in Klinker gemauert, dreistufige Freitreppe, Tür aus Holz im Fischgrätenmotiv, originale Türschilder mit Inschrift (Jahr / 1934), Nebenräume jeweils mit separatem Eingang und Portal, innen originale Ausstattung in qualitätvoller Klinkerarchitektur: Aufbahrungspodest vor einem vom Saal durch hohen Spitzbogen abgetrennten Raum, an der Stirnwand Altar mit neogotischem Spitzbogenfries in Klinkerformsteinen, Gebäude in originalem Zustand, leicht baufällig - Einfriedung: verputztes Ziegelmauerwerk mit bossierten Sandsteinpfeilern, hohes Spitzbogentor mit neuem schmiedeeisernem Gitter, Mauer, von Klinkersteinen abgedeckt, führt um das gesamte Friedhofsareal, Ziegelmauer, verputzt, mit spitz zulaufendem Abschluss | 08973320 |
|                | Gartenhaus | Am Mühlgraben 16 (neben) (Karte) | 1806 | Barockes Gebäude (vermutlich Bestandteil einer ehemaligen Gärtnerei), mit weitgehend originaler Struktur und Erscheinung, von baugeschichtlicher Bedeutung. Zweigeschossig, verputzt, Mansarddach (Biberschwanzdeckung), hohes und schmales Gebäude, Putzgliederung nur mit Fensterfaschen und Sockelband, mehrfach profiliertes Traufgesims, Zustand saniert (Fenster und Tür neu), zur ehemaligen Gärtnerei Vörckel gehörend. | 08973263 |
| Weitere Bilder | Fabrikanlage mit Verwaltungsgebäude (Ziegelstraße 2), Kohlenturm (Schlauchturm) mit Toranlage, Anbau (Sozialgebäude) sowie Wasserturm (Am Wasserturm 1)                                                  | Am Wasserturm 1 (Karte) | Um 1915 und später (Fabrikanlagenteil); 1915–1916 (Wasserturm) | Ehemals Eilenburger Celluloidfabrik, später Eilenburger Chemiewerke (ECW), ortsbildprägende Anlage von technikgeschichtlicher und baugeschichtlicher Bedeutung. Als einer der frühesten Stahlbetonbauten in Sachsen ist der Wasserturm von hoher technik- und baugeschichtlicher Bedeutung. Er ist darüber hinaus ein wichtiges Zeugnis des ehemaligen Chemieproduktionsstandortes Eilenburg und ein bemerkenswertes ingenieurtechnisches Dokument des Bauens während des Ersten Weltkrieges. Putzbau, zweistufiger Sockelbereich mit Fenstern, Abtrennung durch Gurtgesimse, darüber zwischen Strebepfeilern langgestreckte Blindfelder mit Segmentbogenabschluss, anschließend Wasserbehälter, Abschluss mit Kegeldach und kleiner Laterne, in Nutzung (seit Sanierung 2002/03 nur noch Feuerlöschreservoir im unteren Bereich), Ausstattung später (zwischendurch Alkoholdestillation). | 08973374 |
| Weitere Bilder | Wohnhaus in halboffener Bebauung | August-Fritzsche-Straße 4 (Karte) | 16. Jahrhundert | Eines der ältesten Gebäude im Stadtkern, mit Sitznischenportal der Renaissancezeit, von baugeschichtlicher und städtebaulicher Bedeutung. Zweigeschossiger Putzbau mit Satteldach (Biberschwanzdeckung), Sitznischenportal mit profilierter Archivolte, Fensteröffnung original, abgestufte Traufe, neu verputzt. | 08973354 |
| Weitere Bilder | Mietshaus in halboffener Bebauung und in Ecklage | Bahnhofstraße 6 (Schreckerstraße 1a) (Karte)                                                                                                   | Um 1955 | Anspruchsvolles Beispiel der Nachkriegsbebauung in markanter Ecklage, im Stil der Nationalen Bautradition, baugeschichtlich von Bedeutung. In Reihenhausbebauung dreigeschossiger Putzbau mit flachem, einseitigem Walmdach, Gliederung mittels risalitartiger Treppeneingangsbereiche mit zusammengefassten gerahmten Zwillingstreppenfenstern, Eckquaderungen und abgesetzten, hervortretenden Gewänden der Fenster und Türen, Obergeschoss mit Putzgliederung zwischen den Fenstern, Fenster und Türen neu, Zustand saniert. | 08973256 |
| Weitere Bilder | Bahnhof Eilenburg mit Empfangsgebäude (Bahnhofstraße 21), weiterhin mit zwei Wassertürmen (Wasserturm West, Sydowstraße 6), zwei Stellwerken und zwei Brückenköpfe auf dem Bahngelände                   | Bahnhofstraße 21 (Karte) | 1870–1871 (Empfangsgebäude); 1870–1871 oder 1898 (Wasserturm West); Ende 19. Jahrhundert (Wasserturm Ost und Stellwerk EO); 1925/1930 (Stellwerk EW)               | Wichtige, im Ensemble erhaltene Zeugnisse der Verkehrsentwicklung der Stadt in qualitätvoller Architektur des Historismus an den Eisenbahnlinien Halle (Saale) Hbf – Torgau – [Falkenberg (Elster) – Guben] (Streckennummer 6345), von baugeschichtlicher und verkehrsgeschichtlicher Bedeutung | 08973253 |
| Weitere Bilder | Wohn- und Geschäftshaus in offener Bebauung, ehemaliges Hotel Parkschloss | Bahnhofstraße 24 (Karte) | 1895 | Historisierendes Klinkergebäude in städtebaulich markanter Lage, ortsentwicklungsgeschichtlich und baugeschichtlich bedeutsam. Dreigeschossig, in Klinkermischbauweise, Mansarddach (Biberschwanzdeckung) mit oktogonalen Ecktürmchen (Pyramidendach) und segmentbogenförmigen hölzernen Dachgauben, Sockel teilweise Bruchstein, Erdgeschoss mit Putznutung, Eingangsbereich in Ädikulaform, stilisierte Löwenköpfe tragen als Konsolen den darüber befindlichen Erker (Vorhangbogenabschluss), Eckerker verputzt mit Vorhangbogenfenstern, zweites Obergeschoss Segmentbogenfenster, originale Fenster und Haustür, Ladeneinbau original. | 08973230 |
| Weitere Bilder | Wohnhaus in geschlossener Bebauung | Bergstraße 9 (Karte) | Um 1900, im Kern älter | Zur Vorstadtbebauung und älteren Ortsstruktur gehörend und somit erhaltenswert, ortsentwicklungsgeschichtlich von Bedeutung. Zweigeschossiger Putzbau, Mansarddach (Biberschwanzdeckung) mit Dachgauben (Holzgewände) und Zwerchhaus (ausgebautes Dachgeschoss), Sohlbankgesims im ersten Obergeschoss, weitauskragende Traufe, Sockel mit Keramikfliesen verblendet, alte Haustür, teilweise alte Fenster. | 08973311 |
|                | Wohnhaus in geschlossener Bebauung | Bergstraße 10 (Karte) | 1. Hälfte 19. Jahrhundert | Schlichter Putzbau mit steilem Satteldach, aufgrund der Zugehörigkeit zu einem der letzten bewahrten, älteren Straßenzüge und seiner typischen Bauweise erhaltenswert, ortsentwicklungsgeschichtlich von Bedeutung. Zweigeschossig, steiles Satteldach (Biberschwanzdeckung), Gebäude verputzt, profilierte Fenster- und Türgewände, Sohlbankgesims, saniert, Ladeneinbau vermutlich später. | 08973308 |
|                | Wohnhaus in geschlossener Bebauung | Bergstraße 11 (Karte) | 19. Jahrhundert | Zur alten erhaltenen Vorstadtbebauung zählendes Gebäude mit authentischer Erscheinung, ortsentwicklungsgeschichtlich von Bedeutung. Zweigeschossiger Putzbau mit Satteldach, originale Fensteröffnungen zwischen verputztem Gurt- und Traufgesims, Fenster mit profilierten Gewänden, originale Holztür mit Oberlicht, kassettierte Türfelder und profilierte Gewände, Ladeneinbau erneuert, profilierte verputzte Rahmung, Eingangsstufen original aus Sandstein. | 08973314 |
|                | Wohnhaus in geschlossener Bebauung | Bergstraße 12 (Karte) | 1. Hälfte 19. Jahrhundert | Typische Vorstadtbebauung und Bestandteil der älteren Ortsstruktur, ortsentwicklungsgeschichtlich von Bedeutung. Zweigeschossiger Putzbau mit Satteldach, originale Fensteröffnungen, neue Fenster und Tür, Sockel mit Keramikfliesen verblendet. | 08973315 |
|                | Wohnhaus in halboffener Bebauung | Bergstraße 13 (Karte) | 1. Hälfte 19. Jahrhundert | Zum älteren Bestand zählendes Gebäude mit weitgehend originaler Bausubstanz, in typischer Bauweise der Vorstadt, ortsbildprägende und baugeschichtliche Bedeutung. Zweigeschossiger Putzbau mit einseitigem Krüppelwalmdach, traufständig, original sind profilierte Holztraufe, Holzgurtgesims und Fenstergewände aus Holz im ersten Obergeschoss, im Erdgeschoss Putzfaschen, Sohlbänke mit Schmuckfries. | 08973313 |
| Weitere Bilder | Mietvilla und Einfriedung (Villa Anna) | Bergstraße 19 (Karte) | Anfang 20. Jahrhundert | Historisierende Klinkerfassade, qualitätvolles Gebäude mit straßenbildprägender Wirkung, ortsentwicklungsgeschichtlich von Bedeutung. - Mietvilla: dreigeschossig, Bruchsteinerdgeschoss, roter Klinkerbau, Satteldach, zwei Seitenrisalite mit Satteldach und Dreiecksgiebel, Eckbetonung in Form von geputzten Bossen, Fenster mit Pilasterrahmung und Dreiecksverdachung, Risalite sind durch Balkone verbunden, neue Holzfenster - Einfriedung: rote Klinkerpfeiler, schmiedeeiserner Zaun | 08973731 |
| Weitere Bilder | Wohnhaus in Ecklage und in offener Bebauung, ehemaliger Gasthof Zum Rautenkranz | Bergstraße 28 (Karte) | Bezeichnet mit 1743 | Barocker Putzbau, ortshistorisch bedeutsames Gebäude als ehemalige Ausspanne und Gasthof, zugleich baugeschichtlich interessant und ortsbildprägend. Zweigeschossiger Putzbau mit Krüppelwalmdach und Fledermausgaupen, neu saniert, über der Tür bezeichnet mit 1743 im reliefierten Kranz mit Drapierung und Schriftband. | 08973316 |
| Weitere Bilder | Wohnhaus in ursprünglich offener Bebauung | Bergstraße 29 (Karte) | Bezeichnet mit 1903 | Mit Laden, anspruchsvolle Architekturfassade der spätgründerzeitlichen Wohnbebauung, baugeschichtlich von Bedeutung. Bezeichnet mit 1903 in der Giebelspitze, zweigeschossiger Klinkerbau auf Granitsockel mit Satteldach, breiter Mittelrisalit mit ausgebautem Dachgeschoss, Gliederung mit Eckquaderung, profilierten Gesimsen, Konsoltraufgesims, stark plastisch gestaltete Fenstergewände mit geraden Dreieckgiebelverdachungen (darin Engelsköpfe), saniert. | 08973317 |
| Weitere Bilder | Mietshaus in offener Bebauung (ehemals Wohnhaus des Brauereibesitzers Landsperger) | Bergstraße 72 (Karte) | Um 1895 | Typischer Gründerzeitbau mit qualitätvoller Fassadengestaltung, Ausdruck des wirtschaftlichen Aufschwungs vor der Jahrhundertwende des Eilenburger Brauereiunternehmens Landsperger vor 1900, von straßenbildprägender Bedeutung. Dreigeschossiger Ziegelbau mit Satteldach, verputzt, auf Granitsteinsockel, Erdgeschoss mit Putzquaderung, Obergeschosse mit Glattputz, reiche plastische Gliederung mit Zahnschnittgurtgesims und Konsoltraufgesims mit floralem Fries (Palmetten und Akanthus), Fensterrahmungen mit gerader profilierter Verdachung, im ersten Obergeschoss mit Pilastern und profilierten Gewänden, im zweiten Obergeschoss unterhalb der Verdachung mit floralem Fries (Palmettenfries), originales Türportal mit korinthischen Pilastern und auskragender gerader Verdachung, Westseite und Hofseite neu saniert (verputzt), Fenster neu, im Erdgeschoss verkleinert. | 08973301 |
|                | Mietshaus in geschlossener Bebauung | Bergstraße 77 (Karte) | Ende 19. Jahrhundert | Zeittypische Klinkerfassade, Gründerzeitbau mit straßenbildprägender Fassade, baugeschichtlich von Bedeutung. Dreigeschossiger Klinkerbau mit Satteldach, (Gaupen neu), Granitsteinsockel, Gewände von Fenstern und Türen aus Betonstein (mehrfach profiliert), Dreieckgiebelverdachungen in den Obergeschossen, Brüstungsfelder im ersten Obergeschoss, Tür original (außer Oberlicht), Fenster neu, saniert. | 08973305 |
|                | Portal (mit Tür) eines Wohnhauses | Bergstraße 79 (Karte) | Mitte 19. Jahrhundert | Holzportal in originaler Erscheinung, von baugeschichtlicher Bedeutung. Originales Holzportal mit leicht profiliertem Gewände, geteiltem Oberlicht, kräftiger Kämpferleiste und profilierten Rahmungen der Kassettenfelder, Beschlag und Griff neu. | 08973724 |
|                | Wohnhaus in halboffener Bebauung | Bergstraße 81 (Karte) | 1. Hälfte 19. Jahrhundert | Als Geburtshaus des Naturwissenschaftlers Karl August Möbius (1825–1908) von ortsgeschichtlicher Relevanz. Zweigeschossiger Putzbau, Satteldach (Biberschwanzdeckung) neu, Sohlbankgesims im ersten Obergeschoss, profilierte Fensterfaschen im ersten Obergeschoss, hölzerne abgetreppte Traufe (neu), neue Haustür, neue Fenster (mit Sprossung), Gebäude ist saniert. | 08973309 |
| Weitere Bilder | Ehemaliger Gasthof Brauner Bär | Bergstraße 82 (Maxim-Gorki-Platz 8) (Karte) | Um 1910 (wohl Anfang 16. Jahrhundert im Kern) | Architektonisch anspruchsvolles Gebäude, im 16. Jahrhundert angeblich Unterkunft Martin Luthers, von ortshistorischer und baugeschichtlicher Bedeutung. Zweigeschossiger Putzbau mit Walmdach auf winkelförmigem Grundriss, teilweise Granitsockel, breite verschieferte Kastengaupen, im Erdgeschoss tiefer eingestellte Eingangsportale, mittleres Portal mit Korbbogenabschluss, seitliches mit geradem Sturz und einschwingenden Gewänden, beide mit kassettierten Türfeldern und Oberlicht, große querrechteckige Fenster original, im Obergeschoss hohe rechteckige Fenster, profilierte Gewände und Gesimsband bilden architektonische Gliederung, an der Ostseite langgestreckte Kastengaupe mit vier querrechteckigen Fenstern (original), Zustand sanierungsbedürftig (leerstehend), angeblich Unterkunft Luthers gewesen, jetziger Gasthof soll auf Gasthof von 1518 zurückgehen. | 08973306 |
| Weitere Bilder | Wohn- und Geschäftshaus in Ecklage und geschlossener Bebauung | Bergstraße 83, 84 (Karte) | 1885 | Ziegelbau, auf U-förmigem Grundriss mit kleinem rückwärtigen Hof, straßenraumgestaltende Wirkung als Eckhaus am Fuße der Bergstraße sowie Zeugnis der bürgerlichen Wohnkultur vor 1890, bau-, orts- und stadtentwicklungsgeschichtliche Bedeutung | 09307305 |
|                | Mietshaus in Ecklage und in geschlossener Bebauung | Bernhardistraße 11 (Karte) | Um 1905 | Mit Laden, Putz-Klinker-Fassade mit Erkern, in markanter Ecklage befindlicher, historisierende Fassade mit Jugendstildekor, von städtebaulicher und baugeschichtlicher Bedeutung. Viergeschossig, in Mischbauweise, mittlere Felder mit Klinker, ansonsten Kastenerker an der Ecke und seitlich polygonale Erker, geschwungene Giebel, Fensterumrahmungen mit aufwendigen Jugendstildekorationen gestaltet, neu saniert. | 08973268 |
|                | Mietshaus in halboffener Bebauung | Bernhardistraße 11a (Karte) | Um 1905 | Historisierende Putz-Klinker-Fassade mit Jugendstildekor, von baugeschichtlicher Bedeutung. Viergeschossig, Mischbauweise, Fensterumrahmungen teilweise mit aufwendigen Jugendstilputzdekorationen gestaltet, Fassade leicht verändert in der Gliederung (Seitenrisalitgiebel und Mittelachse), Zustand saniert, Türen unpassend neu, Rückseite stark vereinfacht. | 08973269 |
|                | Wohnhaus in halboffener Bebauung | Bernhardistraße 12 (Karte) | Um 1905 | Historisierender Putzbau mit reichem, plastischem Jugendstilschmuck, von baugeschichtlicher Bedeutung. Zweigeschossig, verputzt, Satteldach, Zwerchhaus, Mittelrisalit mit geschweiftem Giebel, Eckerker oktogonal, (Kieselraunputz), Gliederungsgesimse (stark herauskragendes Gurtgesims) und reiche plastische Dekorationen im Mittelrisalit und in den Fensterumrahmungen aus rotem Kunststeinputz, teilweise rot angestrichen. | 08973266 |
| Weitere Bilder | Katholische Pfarrkirche St. Franz Xaver, daran angebautes Pfarrhaus mit Garagen-Zwischenbau und Einfriedung                                                                                              | Bernhardistraße 21 (Karte) | 1947–1950, in Teilen älter (Kirche); 1936–1938 (Pfarrhaus) | Saalkirche mit Westturm, im traditionalistischen Stil, von baugeschichtlicher und ortshistorischer Bedeutung. Der Turm stammt in Teilen noch von 1936. Die Kirche wurde im Zweiten Weltkrieg zerstört (Kirchenbau von 1853/1854). Während vom Turm noch nennenswerte Teile standen, war vom Schiff lediglich eine Außenwand erhalten geblieben. Das heutige Gotteshaus geht in seinem Erscheinungsbild also auf den Wiederaufbau zwischen 1947 und 1949 nach Entwürfen von Johannes Reuter zurück. Die katholische Kirche St. Franz Xaver wurde 1950 geweiht. - Saalkirche: mit Westquerturm und nördlich anschließendem Garagenbau und Pfarrhaus, Hauptbau (Saal) mit Satteldach, Pfarrhaus und Turm mit geschultertem Walmdach, Gliederung des Baukörpers mittels hoher schmaler Rundbogenfenster im Schiff und kleineren im Turm, gerader Chorabschluss mit seitlichen hohen Rundbogenarkaden, Portal mit geschweiftem Giebel und stilisierter Quaderung, zwei Lampen rekonstruiert, Sockel aus Porphyrgranit neu verputzt - Pfarrhaus: verputzt, mit Walmdach und Gaupe, mittig Eingangsportal und Freitreppe, flankiert von Okuli, originale Bleiglasfenster - Einfriedung: in Kniehöhe aus Porphyrgranitsteinen und Platten (Zustand neu saniert, Fenster, Putz und Granitstufen vor Eingang neu) | 08973264 |
| Weitere Bilder | Reihenhaus (mit vier Hausnummern) in offener Bebauung, mit zwei Inschrifttafeln (ehemaliger Emilienstift)                                                                                                | Degenkolbstraße 1, 1a, 1b, 1c (Karte) | 1862 (Wohnhaus); bezeichnet mit 1848 (Inschrifttafel) | Als Armenhaus errichtet, sogenannte Emilien-Versorgungs-Anstalt, bedeutsames Gebäude von ortshistorischem und sozialgeschichtlichem Interesse. Eingeschossiger verputzter Ziegelbau mit Satteldach, Mezzaningeschoss, Fenster und Tür nach originalem Vorbild erneuert, sanierter Zustand, ehemals für bedürftige Arbeiter der Firma Degenkolb errichtet, Inschrifttafel an östlicher Giebelseite mit Text „Emilien-Versorgungs-Anstalt, gegründet und dotiert vom Herrn Commerzienrath Degenkolb im Jahre 1848“, schlechte Sanierung. | 08973270 |
| Weitere Bilder | Ehemalige Bürgerschule und Reste der Einfriedung an der Breitscheidstraße | Dorotheenstraße 4 (Karte) | 1887 | Klinkerbau in typischer Gestaltung im Stil des Historismus, von baugeschichtlicher und ortsgeschichtlicher Bedeutung. Dreigeschossig und Mezzanin, Klinkerbauweise, fünfachsiger Mittelrisalit mit seitlichen Eingängen und originalen Türen, Seitenrisalite mit Nischen und Rahmenfeldern, hohe Rundbogenfenster im zweiten Obergeschoss im Mittelteil, ansonsten Segmentbogenfenster, Gliederung mit Weißenfelser Sandstein in Eckrustika, Trauf- und Gurtgesims und in der Portalgestaltung, innen auf Konsolen aufsitzende Kreuzgratgewölbe fast durchgehend in Fluren und Treppenhaus, originale Treppenanlage mit Granitstufen und Eisengeländer, in der Aula originale Bleiglasfenster der 1950er Jahre mit bildlichen Darstellungen von Hans Sachs, Johann Wolfgang von Goethe, Pflug („Auferstanden aus Ruinen“), Friedrich Schiller, Heinrich Heine, Türen ebenfalls aus dieser Zeit, Holzbalkendecke original aus der Entstehungszeit (saniert), eröffnet am 14. April 1887; Friedrich-Tschanter-Mittelschule. | 08973265 |
| Weitere Bilder | Schulhort, ehemaliges Kasernengebäude der Infanterie-Kaserne Eilenburg | Dr.-Belian-Straße 1 (Karte) | 1914–1915 | Zeittypischer Putzbau, Gebäude mit enormer ortshistorischer und städtebaulicher Bedeutung, dreigeschossig, verputzt, Walmdach | 09305650 |
| Weitere Bilder | Schule am Bürgergarten, ehemalige Infanterie-Kaserne Eilenburg | Dr.-Belian-Straße 2 (Karte) | 1914–1915 | Repräsentatives Gebäude mit enormer ortshistorischer und städtebaulicher Bedeutung. Dreigeschossig, verputzt, Walmdach mit Schleppgauben, Biberschwanzdeckung, Seitenflügel mit einseitigem Satteldach, Putzgliederung durch stark genutete Lisenen, hofseitig Betonung der Seitenflügel durch Putzspiegel, zwischen erstem und zweitem Obergeschoss verkröpftes Gurtgesims, Giebel der Seitenflügel mit profiliertem Traufgesims, Eingänge der Seitenflügel mit Pilasterrahmung und kräftiger Verdachung, rückseitig ausgebautes Dachgeschoss mit Zwerchhäusern und leicht abgesetztem Mittelrisalit, Eingangsbereich im rückseitigen Mittelrisalit eingefügt, Fassadengliederung durch farbig abgesetzte Lisenen (altrosa, champagnerfarbene Fassade), saniert, neue Fenster und Türen, rückseitig Eingangsbereich im Mittelrisalit eingefügt; Förderschule „Schule am Bürgergarten“ im Block II der ehemaligen Kaserne (bis 1991). Architekt war der Stadtbaurat Otto Lemke. | 08973234 |
| Weitere Bilder | Landratsamt, ehemalige Infanterie-Kaserne Eilenburg | Dr.-Belian-Straße 4 (Karte) | 1914–1915 | Repräsentatives Gebäude mit enormer städtebaulicher und ortsbildprägender Bedeutung. Dreigeschossig, verputzt, Walmdach (Schleppgauben), Seitenflügel mit Satteldach (Biberschwanzdeckung), Putzgliederung durch stark genutete Lisenen, Betonung der Seitenflügel durch Putzspiegel, umlaufendes Gurtgesims, Giebel der Seitenflügel mit profiliertem Traufgesims, Eingänge in den Seitenflügeln mit Pilasterrahmung und kräftiger Verdachung, rückseitig ausgebautes Dachgeschoss mit Zwerchhäusern und leicht abgesetztem Mittelrisalit, Fassadengliederung durch farbig abgesetzte Lisenen (oliv, hellgrüne Fassade), saniert, neue Fenster und Türen; Landratsamt Nordsachsen im Block IV der ehemaligen Kaserne (bis 1991). Architekt war der Stadtbaurat Otto Lemke. | 08973233 |
| Weitere Bilder | Franz-Abt-Denkmal | Dr.-Külz-Ring (Karte) | 1913 | Zur Erinnerung an den in Eilenburg geborenen Komponisten Franz Abt (1819–1885), von ortshistorischer Bedeutung. Muschelkalkstele mit aufgesetzter Kupferplatte (Darstellung einer jungen Frau, eine Schriftrolle haltend, darüber Schriftzug „Franz Abt“) auf zweistufigem Kunststeinsockel mit eingravierten Lebensdaten (1819–1885), darüber Bronzebüste von Franz Abt von Victor Seifert. | 08973360 |
|                | Mietshaus in halboffener Bebauung | Dr.-Külz-Ring 6 (Karte) | Um 1900 | Typisches Beispiel der Bebauung der Jahrhundertwende um 1900 in Historismusformen, baugeschichtlich von Bedeutung. Dreigeschossiger Putzbau mit Satteldach, nur eine Gaupe, Frontseite Mittelrisalit mit hohem geschwungenem Giebel, Gliederung durch Putzbänder, Gesimse (auskragend und profiliert), gerade profilierte Verdachungen und Fenstergewände aus Kunststein, Fenstergewände im Erdgeschoss geohrt und profiliert aus Betonstein, Ecke im Obergeschoss eingezogen. | 08973257 |
| Weitere Bilder | Schule (ehemaliges Real-Gymnasium), Einfriedung und Kleinarchitektur (Blumenschale) vor der Schule | Dr.-Külz-Ring 9 (Karte) | 1904–1906 (Schule); 1907 (Wandbild); um 1910 (Gartenausstattung)                                                                                                   | Klinkerbau mit bewegter Dachlandschaft, bedeutendes Gebäude im Reform- und Jugendstil, Aula mit wertvollem Wandbild, stadtbildprägend, baugeschichtlich und ortsgeschichtlich von Bedeutung. Erbaut als Realgymnasium, seit 1960 Erweiterte Oberschule, 1979–1990 EOS Friedrich Engels, seit 1992 Martin-Rinckart-Gymnasium bis 2012, dann Volkshochschule. - Schule: frei stehender, mächtiger Jugendstilbau mit historistischen Elementen auf abgewinkeltem Grundriss, Backsteinbau mit Risaliten und Schweifgiebeln gegliedert, Eckbetonung mit oktogonalem Turmgeschoss und hohem Dachreiter (Uhrturm), Giebelfläche verputzt und mit lisenenartiger Klinkergliederung gestaltet, innen Stuckdekoration erhalten (unterhalb der Treppe), originale Türen und originales Treppengeländer; Architekt war Stadtbaurat Otto Lemke - Aula: Wandbild von Adolf Schlabitz, 1907, Bittgottesdienst Martin Rinckarts darstellend und ein weiteres Gemälde mit Eilenburger Landschaft von Schleibitz, Holzbalkendecke original, Kleindenkmal auf Platz südlich vor Gymnasium, dreistufiger Aufbau einer Blumenschale in Betongussstein, mit dekorativen Elementen verziert (um 1910) - Einfriedung: mit niedriger Klinkermauer und Torpfeilern mit Sandsteinbekrönungen | 08973325 |
| Weitere Bilder | Mietvilla und Einfriedung | Dr.-Külz-Ring 10 (Karte) | Um 1900 | Klinkerfassade mit Fachwerk-Elementen, markanter und qualitätvoller Bau, von baugeschichtlicher Bedeutung. Dreigeschossig, Klinkermischbauweise auf Granitsteinsockel, Krüppelwalmdach mit Zwerchhäusern im Schweizer Stil und Gaupen, rote Klinkerwandfläche, verputzte Gebäudeteile (Kastenerker, Treppenaufgang und Giebel) und Gliederungselemente (Eckquaderung und Gewände der Rundbogen- und Segmentbogenfenster), Drempel, Zwerchgiebel und Giebelseiten mit Zierfachwerk, Fensterumrahmungen reich plastisch gestaltet mit Bossen, Bändern, Ohrungen u. a., Zustand neu saniert. | 08973358 |
|                | Mietshaus in halboffener Bebauung und Einfriedung | Dr.-Külz-Ring 12 (Karte) | Um 1910 | Architektonisch anspruchsvolles Gebäude in straßenbildprägender Lage, Reformstil-Architektur, baugeschichtlich von Bedeutung. - Mietshaus: dreigeschossig mit hohem Mansardwalmdach (Biberschwanzdeckung) und ausgebautem Dachgeschoss, Gebäude verputzt, an der Giebelseite Seitenrisalit mit Lisenen bis Giebelhöhe und Girlandenschmuck unter ovalem Giebelfenster, Eingang im Seitenrisalit mit Vordach, straßenseitig Mittelrisalit, Zwerchhaus im Obergeschoss, Dachausbauten mit Zierfachwerk, ab ersten Obergeschoss Mittelrisalit in abgerundeter Form, dazwischen Kaffgesims, Fensterverdachungen des Mansardgeschosses teilweise von Konsolen getragen, original Treppengeländer zum Eingang, Balkongitter, Bleiglasfenster im Treppenhaus, innen: originale Holzgeländer und Terrazzofußboden, Haustür original - Einfriedung: Klinkerpfeiler mit Biberschwanzabdeckung, schmiedeeisernes Gitter | 08973335 |
|                | Polizeigebäude in offener Bebauung | Dr.-Külz-Ring 17 (Karte) | Um 1935 | Zeittypisches Gebäude in straßenbildprägender Lage, mit baugeschichtlicher Bedeutung. Zweigeschossig, einseitiges Krüppelwalmdach (Biberschwanzdeckung) mit Schleppgauben (in Fachwerk), Gebäude verputzt, Fensterfaschen vermutlich überstrichener Kunststein, neue Fenster in Kunststoff (historisierende Form), Eingangsbereiche (Türgewände mit Oberlicht) original. | 08973336 |
| Weitere Bilder | Mietshaus in halboffener Bebauung | Dr.-Külz-Ring 33 (Karte) | Um 1900 | Klinkerfassade, typisches Beispiel der einstigen Straßenbebauung in Form des Historismus, baugeschichtlich von Bedeutung. Dreigeschossig, Satteldach, Mischbauweise, Erdgeschoss verputzt, roter Klinker, ersten Obergeschoss mit Dreieckgiebelverdachungen aus Betonstein, Gewände architektonisch hervortretend, originales Portal mit Oberlicht. | 08973254 |
|                | Mietshaus in geschlossener Bebauung | Dr.-Külz-Ring 34 (Karte) | Um 1900 | Putz-Klinker-Fassade, architektonisch qualitätvolle Fassadengestaltung der Gründerzeitbebauung, baugeschichtlich von Bedeutung. Dreigeschossig, Mischbauweise, Satteldach mit Gaupe, erstes Obergeschoss Rechteckfenster mit gemeinsamer gerader Verdachung, zweites Obergeschoss Rundbogenfenster, Traufe in Knickgiebel übergehend, Lisenen, Bänder und teilweise Gewände in roten Klinkern, Fenster neu, sanierter Zustand. | 08973255 |
|                | Mietshaus in geschlossener Bebauung | Dr.-Külz-Ring 35 (Karte) | Bezeichnet mit 1906 | Klinker-Putz-Fassade mit Erker, eines der wenigen erhaltenen Beispiele der Jugendstilarchitektur in qualitätvoller Gestaltung, baugeschichtlich von Bedeutung. Dreigeschossig, Klinkermischbauweise auf bossiertem Sockelgeschoss, Erdgeschoss verputzt, mittig großer breiter Kastenerker mit einseitigem Balkon (original schmiedeeisernes Gitter) auf geschwungenen Konsolen, nach oben offener Balkon, Dachabschluss mit großem, um den Giebel geschwungenem Traufgesims, Gewände, Verdachungen und Brüstungsfelder reich plastisch dekoriert mit floralen Motiven, Satteldach neu, große seitliche Toreinfahrt mit hölzernen Türflügeln später. | 08973251 |
|                | Mietshaus in geschlossener Bebauung | Dr.-Külz-Ring 36 (Karte) | Um 1905 | Aufwendige und seltene Fassadengestaltung des frühen 20. Jahrhunderts, mit den Nachbarhäusern zu den wenigen erhaltenen Gründerzeithäusern der Innenstadt gehörend, baugeschichtlich von Bedeutung. Dreigeschossig, Mischbauweise, Erdgeschoss Klinkermauerwerk, über beide Obergeschosse führender, fast fassadenbreiter Kastenerker, reicher plastischer Dekor in einer Mischung aus Rokoko und Jugendstil, Dach mit angeschleppter Kastengaupe, Portaltür neu. | 08973252 |
| Weitere Bilder | Mehrfamilienhäuser, Siedlungsteil Eckartstraße (Einzeldenkmale zu ID-Nr. 09304861) | Eckartstraße 4, 5, 24, 25, 26, 27 (Karte) | 1953–1956 | Einzeldenkmale der Sachgesamtheit Wiederaufbaugebiet Stadtzentrum; geschlossene Bebauung in Block- und Zeilenbauweise der Nachkriegszeit im Stadtzentrum, im Stil der Nationalen Bautradition der 1950er Jahre, von besonderer städtebaulicher Bedeutung; siehe dazu Architektur der 1950er Jahre in Eilenburg. Dreigeschossige Putzbauten mit Walmdach, Gliederung mit Kastenerkern, betonten Gewänden (scharriert, abstehend) und tief eingestellten Eingängen (vorraumbildend) mit Schlusssteinen aus Kunststein, Erker mit Flächengestaltung, Gestaltung in Form von Pflanzenornamenten in Reliefarbeit (eingeschnitten in Putz), original sind teilweise noch Türen, Fenster, Fenstergitter, Putz und Granitstufen, Zustand teilweise neu saniert. | 08973339 |
|                | Mietshaus in geschlossener Bebauung | Eckartstraße 6 (Karte) | Um 1910 | Mit originaler Putzstruktur und weitgehend originaler Bausubstanz, Reformstil-Architektur, von baugeschichtlicher Bedeutung. Zweigeschossig, Mansarddach (Biberschwanzdeckung) mit Dacherkern (Dreieckgiebel) und ausgebautem Dachgeschoss, Giebel verputzt, Sockel in roten Klinkern, Erdgeschoss mit Putznutung und Tordurchfahrt, Mittelrisalit mit zweiachsigem Erker, Putzspiegeln und Fruchtmotiven, Kaffgesims über zweiten Obergeschoss, Zwerchgiebel mit geschwungenem Abschluss, im Erdgeschoss fassen Korbbogenverdachungen auf floralen Konsolen jeweils zwei Fenster zusammen, innerhalb der Verdachungen Fruchtmotive, Kaffgesims zwischen erstem und zweitem Obergeschoss, darüber Pilaster mit Fruchtkapitellen, vermutlich originaler Putz, teilweise originale Fenster mit geteiltem Oberlicht, rückseitig ein originales Bleiglasfenster im Treppenhaus, originale Haustür, Klinker unverputzt (Balkone später). | 08973334 |
| Weitere Bilder | Schulgebäude (ehemaliges Lehrerseminar, heute Dr.-Belian-Schule) | Gustav-Raute-Straße 1, 2 (Karte) | 1909–1911 | Ehemaliges Königliches Lehrerseminar, später Lyzeum, zwischen Reformstil und Späthistorismus, von baugeschichtlicher, sozialgeschichtlicher und ortshistorischer Bedeutung. Zweigeschossiger Putzbau mit Mansardwalmdach auf Sockel in Bossenmauerwerk, großes breites Zwerchhaus betont die Mitte mit fünf Achsen, zwei seitliche Eingänge mit originalen Rundbogenportalen in aufwendiger Gestaltung in Form von Sitznischen, mit liegendem ovalem Oberlicht, Schlussstein mit Kopfplastik, Archivolte mit verschiedenen Friesen, mittig in Fassade große Wappenkartusche aus Sandstein (Eilenburger Stadtwappen), innen viele originale Details, Fußbodenfliesen, Windfangtür, Treppengeländer, Waschbeckeneinfassung und ionische Pilastergliederung im Eingangsbereich. Abbruch der Turnhalle 2003. | 08973323 |
|                | Mietshaus in geschlossener Bebauung | Gustav-Raute-Straße 3 (Karte) | Um 1910 | In weitgehend originaler Bausubstanz und in zeittypischem Reformstil, baugeschichtlich von Bedeutung. Zweigeschossig, Mansardgeschoss (Biberschwanzdeckung) mit Zwerchhäusern, Klinkermischbauweise, Erdgeschoss in roten Klinkern, Obergeschoss verputzt mit Putzgliederung (teilweise Fensterfaschen, Putzspiegel, geometrisierende Elemente), zwei Risalite mit Knick- und Rundbogengiebel, Eingang von ovalem Ochsenauge mit floralen Ornamenten bekrönt, originale Fenster, teilweise mit Rautenmotiv, Haustür neu, saniert (Dach, Putz). | 08973258 |
| Weitere Bilder | Mietshaus in geschlossener Bebauung und in Ecklage | Gustav-Raute-Straße 5 (Karte) | Um 1910 | Mit Gaststätte, repräsentative und gestalterisch ansprechende Fassade mit straßenbildprägender Wirkung, Reformstil-Architektur, baugeschichtlich von Bedeutung. Dreigeschossig mit Mansarddach (Biberschwanzdeckung), verputzt, Erdgeschoss geometrisierende Putznutung, originaler Ladeneinbau (Tür neu, größere Lokalfenster neu, innere Fenster alt), im ersten und zweiten Obergeschoss Erker, Putzgliederung (Lisenen, Kartuschen), im Zwerchhaus Pilaster mit Zopfmotiven, teilweise geputzte Masken, Eckbetonung durch eingezogenen Eingang, originale Fenster und originale Haustür erhalten, original: hölzernes Treppengeländer und Wohnungstüren. | 08973259 |
|                | Villa | Gustav-Raute-Straße 6 (Karte) | Um 1910 | Putzbau von künstlerischer Qualität und mit aufwendiger zeittypischer Dekoration, baugeschichtlich von Bedeutung. Zweigeschossiger Putzbau (Putz original) mit Souterraingeschoss, Walmdach mit Zwillingsgaupe, Seitenrisalit als Treppenaufgang mit Freitreppe und Vordach, im Erdgeschoss der Fassade flache Kastenerker, mit geschwungenem Balkon verbunden, seitlich im Obergeschoss tiefeingesetzte Bay-Windows, gegliedert mit Gurtgesims, umlaufendem Traufband und auskragender Traufe, Putzdekorationen mit Blumengirlanden, ionischen Pilastern, Zahnschnittfries und Reliefmedaillons. | 08973278 |
|                | Wohnhaus in offener Bebauung | Hallesche Straße 17 (Karte) | 1720 (Dendro) | Mittlerweile selten gewordener Lehmwellerbau, erste archivalische Erwähnung 1843, neben den Wänden mindestens eine Lehmwickeldecke in der herkömmlichen Technik erhalten, baugeschichtlich bedeutend | 09306382 |
| Weitere Bilder | Bergschule | Hallesche Straße 28 (Karte) | 1904 | Straßen- und platzbildprägender, lang gestreckter Klinkerbau in historisierender Gestaltung und weitgehend erhaltenem Originalzustand, baugeschichtlich und ortsgeschichtlich von Bedeutung. Zweigeschossig, Walmdach (Biberschwanzdeckung), Klinker rot, Mittelrisalit mit Zwerchhaus und hohen Rundbogendrillingsfenstern im Erdgeschoss und niedrigeren im Obergeschoss, Zwerchhaus mit Lisenengliederung und Bogenabschluss, flankierende Achsen mit Stufengiebel und jeweils Jungen- und Mädcheneingang (im Schlussstein als Kunststeinplastik dargestellt), originale Türen mit geteilten Oberlichtern, Fassade durch Pilaster gegliedert, gekehlte Traufe, Schmuckelemente in Betonstein (Schlusssteine, Bänder), im Souterrain neue Fenster, Dachgauben später, rückseitig: Fenster erneuert (Rundbögenabschlusse zugesetzt), Fenster des Mittelrisalits teilweise zugesetzt und mit Glasbausteinen versehen, neue Türen, innen Treppengeländer mit Handläufen und Türen original. | 08973274 |
|                | Villa und Einfriedungsmauer | Hartmannstraße 11 (Karte) | Um 1925 | Repräsentatives Gebäude in straßenbildprägender Lage, im traditionalistischen Stil der 1920er/1930er Jahre, baugeschichtlich von Bedeutung. - Villa: zweigeschossiger Putzbau, Walmdach (an beiden Giebelseiten ein Geschoss herabgezogen, auf abgetreppten mächtigen Konsolen ruhend), Biberschwanzdeckung mit rückseitigen Fledermausgauben, straßenseitig mit Krempziegeln, Bruchsteinsockel, Fensterformate teilweise vergrößert, Segmentbogenfenster im Obergeschoss teilweise mit Fensterläden erhalten, leerstehend - Einfriedungsmauer mit Tordurchgang - Ausstattung: original schönes Treppenhaus erhalten, ebenso Holzausstattung des Gartensaals | 08973367 |
| Weitere Bilder | Mehrfamilienhäuser, Siedlungsteil Karlstraße (Einzeldenkmale zu ID-Nr. 09304861) | Karlstraße 1, 2, 3, 4 (Karte) | 1957 | Einzeldenkmale der Sachgesamtheit Wiederaufbaugebiet Stadtzentrum; geschlossene Bebauung in Block- und Zeilenbauweise der Nachkriegszeit im Stadtzentrum, im Stil der Nationalen Bautradition der 1950er Jahre, von besonderer städtebaulicher Bedeutung; siehe dazu Architektur der 1950er Jahre in Eilenburg. Dreigeschossige Putzbauten mit Walmdach, Gliederung mit Kastenerkern, betonten Gewänden (scharriert, abstehend) und tief eingestellten Eingängen (vorraumbildend) mit Schlusssteinen aus Kunststein, Erker mit Flächengestaltung, Gestaltung in Form von Pflanzenornamenten in Reliefarbeit (eingeschnitten in Putz), original sind teilweise noch Türen, Fenster, Fenstergitter, Putz und Granitstufen, Zustand teilweise neu saniert. | 08973241 |
| Weitere Bilder | Ehemaliges Betriebsgebäude, später Arbeiterwohnhaus in offener Bebauung und Hydrant | Kastanienallee 3, 4 (Karte) | Um 1915 (Wohnhaus); 1925/1930 (Hydrant) | Weitgehend originale Bausubstanz in zeittypischem Stil, mit ortsentwicklungsgeschichtlicher Bedeutung | 08973370 |
| Weitere Bilder | Kelleranlage (Eilenburger Bergkeller) | Kellerstraße (Karte) | 15. Jahrhundert im Kern | Von ortshistorischer und baugeschichtlicher Bedeutung | 08974086 |
|                | Mietshaus in geschlossener Bebauung | Kellerstraße 1 (Karte) | Um 1895 | Beispiel des Wohnhausbaues der Gründerzeit mit typischer Fassadengestaltung, baugeschichtlich von Bedeutung | 08973302 |
| Weitere Bilder | Bechers Windmühle mit Einfriedung | Leipziger Landstraße 12 (Karte) | Bezeichnet mit 1863 (Mühle); um 1930 (Einfriedung) | Turmholländer, ortsbildprägender und landschaftstypischer Baukörper, von technikgeschichtlicher Bedeutung. - Turmwindmühle (Wetterfahne bezeichnet mit 1863): neu verputzt, Turmkopf mit Holzverkleidung, Rutenfelder, Kegeldach mit Pappe gedeckt, Fenster neu - Einfriedung: in Polygonalmauerwerk aus Granit im Sockelbereich, Pfeiler, Zufahrtsbrücke und einschwingende Mauerteile, zwischen den Pfeilern Holzlattenzaun (neu), in der Mauerfläche Granittafel mit Schriftzug (neu) „Bechers Mühle Eilenburg“ beidseitig | 08973429 |
|                | Umspannwerk mit Wohnhaus-Anbau | Leipziger Landstraße 13 (Karte) | 1920 und später | Mit weitgehend originaler Bausubstanz, von baugeschichtlicher, technikgeschichtlicher und ortsbildprägender Bedeutung. - Umspannwerk: dreigeschossiger Putzbau mit Walmdach und weit auskragender Traufe auf rechteckigem Grundriss, Sockel mit Klinkern verblendet, mehrere Abgänge an allen Seiten, im Drempel kleine Rundbogenfenster, Vorderseite mit Runderker und schmalen hochrechteckigen Fenstern, Rückseite mit originaler Blechtür und hohem Rundbogentreppenfenster - Wohnhausanbau mit Mansardwalmdach, zweigeschossig, verputzt, Fenster im Obergeschoss vermutlich später, im Erdgeschoss original, westliche Anbauten für Trafos aus dem Ende der 1930er Jahre - neben Gebäude stehender originaler Mast in Eisenkonstruktion: vor 2014 abgebrochen | 08973431 |
| Weitere Bilder | Postmeilensäule | Leipziger Straße 28 (bei) (Karte) | Bezeichnet mit 1724 (Kopie) | Kursächsische Postmeilensäule (Sachgesamtheit); Kopie einer Distanzsäule, verkehrsgeschichtlich von Bedeutung. Aus Sandstein, in der typischen Form eines Obelisken auf Sockel, mit Wappenstück sowie „AR“-Monogramm und Posthornzeichen. Die Säule ist eine Nachbildung der Torsäule vom Leipziger Tor mit der Inschrift „L.Th.“ auf zwei Seiten. | 09304915 |
| Weitere Bilder | Wiederaufbaugebiet Stadtzentrum (Sachgesamtheit) | Leipziger Straße 57, 58, 59, 60, 61, 62, 63, 64, 65, 66, 67 (und weitere in Eckartstraße, Karlstraße, Rinckartstraße und Rollenstraße) (Karte) | 1953–1958, bezeichnet mit 1957 | Sachgesamtheit Wiederaufbaugebiet Stadtzentrum, mit den Einzeldenkmalen: Mehrfamilienhäuser, Siedlungsteil Eckartstraße (Nr. 4, 5, 24-27, siehe Einzeldenkmal 08973339), Siedlungsteil Karlstraße (Nr. 1-4, siehe Einzeldenkmal 08973241), Siedlungsteil Leipziger Straße (Nr. 57-67, siehe Einzeldenkmal 08973941), Siedlungsteil Rinckartstraße (Nr. 1, 7, 8, 9a, siehe Einzeldenkmal 08974319) und Siedlungsteil Rollenstraße (Nr. 1, 2, 23, siehe Einzeldenkmal 08974320) und mit den Sachgesamtheitsteilen: Pergola an der Eckartstraße, Vorgärten sowie Wohngrün in den Höfen; Wohnhäuser zum Teil mit Geschäftsbereichen, geschlossene Bebauung in Block- und Zeilenbauweise der Nachkriegszeit im Stadtzentrum, im Stil der Nationalen Bautradition der 1950er Jahre, von besonderer städtebaulicher Bedeutung; siehe dazu auch Architektur der 1950er Jahre in Eilenburg | 09304861 |
| Weitere Bilder | Mehrfamilienhäuser, Siedlungsteil Leipziger Straße (Einzeldenkmale zu ID-Nr. 09304861) | Leipziger Straße 57, 58, 59, 60, 61, 62, 63, 64, 65, 66, 67 (Karte)                                                                            | 1954–1956 (Nr. 57–62); bezeichnet mit 1957 (Nr. 63–67) | Einzeldenkmale der Sachgesamtheit Wiederaufbaugebiet Stadtzentrum; geschlossene Bebauung in Block- und Zeilenbauweise der Nachkriegszeit im Stadtzentrum, im Stil der Nationalen Bautradition der 1950er Jahre, von besonderer städtebaulicher Bedeutung; siehe dazu auch Architektur der 1950er Jahre in Eilenburg. Dreigeschossige Putzbauten mit Walmdach, Gliederung mit Kastenerkern, betonten Gewänden (scharriert, abstehend) und tief eingestellten Eingängen (vorraumbildend) mit Schlusssteinen aus Kunststein, Erker mit Flächengestaltung, Gestaltung in Form von Pflanzenornamenten in Reliefarbeit (eingeschnitten in Putz), original sind teilweise noch Türen, Fenster, Fenstergitter, Putz und Granitstufen, Zustand teilweise neu saniert. | 08973941 |
| Weitere Bilder | Friedhofskapelle (mit Ausstattung) und Toreinfriedung des Friedhofes Mansberg (Neuer Friedhof) | Mansberg 16 (Karte) | 1958 | Ein Beispiel der Friedhofsarchitektur der späten 1950er Jahre, von baugeschichtlicher und ortsgeschichtlicher Bedeutung. Auf winkelförmigem Grundriss langgestreckter, eingeschossiger Putzbau mit hohem Querhaus, Kapellenanbau mit Dachreiter über dem Eingang auf Giebelspitze (Giebelreiter vermutlich als Glockenhäuschen), Satteldach, Frontseite mit Arkaden (drei Bogenöffnungen) und drei hohen schmalen Fenstern im Giebel, Längsseite mit drei hochrechteckigen Segmentbogenfenstern, stark hervortretende Gewände aus Kunststein, originale Bleiglasfenster, Vorderseite des Seitentraktes mit durchgehendem Säulengang und zurückgesetzter Fensterfront, Ausstattung der Feierhalle mit originalen Beleuchtungskörpern und gestalteter Wandfläche mit Lisenen und Mauervertiefung für flachen Altar, Toreinfriedung mit hoher Mauer nur im Eingangsbereich um die Toreinfahrt. | 08973247 |
| Weitere Bilder | Sternwarte und Planetarium (mit Ausstattung), Juri-Gagarin-Büste und Anlage mit Gedenkstein | Mansberg 18 (Karte) | 1964–1965 (Sternwarte und Planetarium); 1974 (Büste) | Als eines der seltenen Baukörper der 1960er Jahre in architektonischer und künstlerisch qualitätvoller Gestaltung von baugeschichtlicher Bedeutung, Büste ortshistorisch bedeutsam. - Beobachtungsstation: auf einzelner Betonsäule stehend, flankiert von zwei Wangenstützen, Kuppel (Zinkblechdeckung neu), innen: originale Holzverkleidung, historisches Fernrohr, eingeschossige Hauptgebäude mit Foyer und amphitheatralisch angelegtem Hörsaal: originale Innenausstattung mit Lampen, Windfangtür, Steinplattenfußboden, Vitrinen und Heizungsverkleidung, Planetarium mit originalem Gerät, Beobachtungsplattform kein Denkmal - Büste Juri Gagarin: in Bronze auf einem Meter hohem Postament mit Schriftzug „Juri Gagarin, 1934–1968“, von Wacholderbüschen umgeben, kleinerer Gedenkstein in Form einer Blumenschale auf Postament in Betonstein, allseitig rote Tafeln mit Schriftzügen und Bilddarstellung (Weltkugel) | 08973417 |
|                | Villa und Einfriedung | Marienstraße 8a (Karte) | Um 1890 | In städtebaulich markanter Lage gelegenes Gebäude, Klinkerfassade mit qualitätvoller Gründerzeitgliederung, baugeschichtlich von Bedeutung. Eingeschossiger Klinkerbau mit stark hervortretendem Seitenrisalit, Satteldach, Bruchsteinsockel, Gliederungselemente geputzt, mit Eckquaderung, Dreieckgiebel über dem Seitenrisalit, kräftige Fensterumrahmungen mit Verdachungen, Fenster original, Vorhaus original – Tür neu, Einfriedung mit Klinkerpfeilern auf Bruchsteinsockel und originalem schmiedeeisernem Zaun und Torflügeln, Zustand neu saniert. | 08973273 |
| Weitere Bilder | Rathaus (mit Ausstattung) und Anbauten | Marktplatz 1 (Karte) | Im Kern bezeichnet mit 1545; Wiederaufbau und Umbau 1949–1950, bezeichnet mit 1950                                                                                 | Im Kern Renaissancegebäude, historisierender Wiederaufbau nach Kriegszerstörung, originale Innenausstattung der Nachkriegszeit, von städtebaulicher und ortsgeschichtlicher Bedeutung. Renaissancebau, ehemals zweigeschossig, heute dreigeschossiger verputzter Ziegelbau mit Satteldach, Ziergiebeln, Erkern, Gesimsen und Pilastergliederung, innen vermutlich ältere kreuzrippengewölbte Räume und gewölbte Kellerräume. Ausstattung der Nachkriegszeit: Treppenhaus und Foyer original. | 08973430 |
|                | Verwaltungsgebäude einer Textilfabrik (ehemals Kattundruckerei Danneberg & Sohn) | Maxim-Gorki-Platz 1 (Karte) | Um 1812 | Zeittypisch gestaltetes Gebäude mit übergiebeltem Mittelrisalit, von baugeschichtlicher und ortsgeschichtlicher Bedeutung. Zweigeschossiger Putzbau, Krüppelwalmdach mit Fledermausgaupen, Mittelrisalit und Dreieckgiebel, auf stilisierten kräftigen Lisenen ruhend, Dreieckgiebel mit ovalem Fenster, großes Rundbogenportal, Erdgeschoss mit Putznutung, Gurtgesimsband, profilierte Traufe. Produktionsgebäude zwischen 2000 und 2010 abgebrochen. | 08973307 |
| Weitere Bilder | Ehemaliger Gasthof Brauner Bär | Maxim-Gorki-Platz 8 (Bergstraße 82) (Karte) | Um 1910 (wohl Anfang 16. Jahrhundert im Kern) | Architektonisch anspruchsvolles Gebäude, im 16. Jahrhundert angeblich Unterkunft Martin Luthers, von ortshistorischer und baugeschichtlicher Bedeutung. Zweigeschossiger Putzbau mit Walmdach auf winkelförmigem Grundriss, teilweise Granitsockel, breite verschieferte Kastengaupen, im Erdgeschoss tiefer eingestellte Eingangsportale, mittleres Portal mit Korbbogenabschluss, seitliches mit geradem Sturz und einschwingenden Gewänden, beide mit kassettierten Türfeldern und Oberlicht, große querrechteckige Fenster original, im Obergeschoss hohe rechteckige Fenster, profilierte Gewände und Gesimsband bilden architektonische Gliederung, an der Ostseite langgestreckte Kastengaupe mit vier querrechteckigen Fenstern (original), Zustand sanierungsbedürftig (leerstehend), angeblich Unterkunft Luthers gewesen, jetziger Gasthof soll auf Gasthof von 1518 zurückgehen. | 08973306 |
|                | Wohnhaus in halboffener Bebauung | Mühlplatz 2 (Karte) | Bezeichnet mit 1806 | Gebäude mit authentischer Kubatur und straßenraumprägendem hohem Walmdach, vermutlich ehemaliges Mühlengebäude, ortsgeschichtlich von Bedeutung. Zweigeschossig, hohes Walmdach (Biberschwanzdeckung), Fachwerkobergeschoss, abgetrepptes Traufgesims, verputzt (Kellenwurfputz vermutlich 1930er Jahre), Tür original (Oberlicht später), Schlussstein (bezeichnet mit 1806). | 08973227 |
|                | Wohnhaus in geschlossener Bebauung | Mühlplatz 4 (Karte) | Um 1860 | Aufgrund der Zugehörigkeit zum alten Mühlengelände und der ungewöhnlichen Dachkonstruktion erhaltenswert, ortsgeschichtlich von Bedeutung. Zweigeschossig, Tonnendach (Krempziegel) mit neuerem Dachausbau, Bruchsteinsockel, Ziegelbau, verputzt, Gurtgesims, Fenstersohlbank, genutete Fensterfaschen, teilweise originale Fenster, originales Tor (Oberlicht später), Fenster im Erdgeschoss vergrößert. | 08973228 |
|                | Speicher in halboffener Bebauung | Mühlplatz 6 (Karte) | Ende 19. Jahrhundert | Teil der alten Mühle, von ortshistorischer, technikgeschichtlicher und baugeschichtlicher Bedeutung. Roter Klinkerbau, dreigeschossig mit kleinen Segmentbogenfenstern und Türabschlüssen, Speicherluke, schöner Treppengiebel von der Leipziger Straße sichtbar, offene Giebelseite spitz zulaufend, innen originale Balkendecken. | 08973229 |
|                | Fabrikhalle und Schornstein (ehemals Kattun-Manufaktur Bodemer & Co., heute Tischlerei) | Mühlstraße 5 (Karte) | Um 1895 | Tischlerei, schönes Beispiel der Industrialisierung mit qualitätvoller Klinkerfassade und markantem Schornstein, ortsgeschichtlich von Bedeutung. Zweigeschossiges rotes Klinkergebäude mit Querbau auf Bruchsteinsockel, Satteldach, im Erdgeschoss große Segmentbogenfenster, im Obergeschoss große Rundbogenfenster mit original profilierter kleinteiliger Holzsprossung, gelbe Klinker zur Gestaltung der mit Lisenen gegliederten Fassade (besonders im Konsoltraufgesims), Segmentbogen und Sohlbänke, Giebel mit Stufenfries und Bekrönungspodesten, Schornstein aus roten Klinkern mit Armierungsbändern. | 08973237 |
| Weitere Bilder | Fabrikantenvilla und Manufakturgebäude sowie Nebengebäude einer Textilfabrik (ehemals Kattun-Manufaktur Bodemer & Co.), mit Pavillon, Pferdestall und Taubenhaus, dazu alter Baumbestand (Gartendenkmal) | Mühlstraße 5b, 5d, 5e, 5f (Karte) | Um 1825 (Verwaltungsgebäude); um 1840 (Gartenhaus); um 1860 (Fabrikgebäude)                                                                                        | Noch weitgehend original erhaltener Fabrikantensitz mit umfangreichen Anlagenteilen, sehr gutes Beispiel der späten Manufakturperiode in Eilenburg von baugeschichtlicher, sozialgeschichtlicher, ortsgeschichtlicher und kulturgeschichtlicher Bedeutung. Zustand der Gebäude sehr baufällig, originale Pflasterung (Zufahrt) und Baumbestand vor dem Gebäude. Seitengebäude Nummer 5c (zwischen 5b und 5 d) kein Denkmal. - Gebäude: dreigeschossiger verputzter Ziegelbau auf winkelförmigem Grundriss mit Krüppelwalmdach (Biberschwanzdeckung), Obergeschoss in Fachwerk mit Ziegelausfachung, Putzgliederung durch Bänder (im rückwärtigen Giebel originale Reste), Fassadengliederung mit vorgeblendeten hölzernen Gurt- und Sohlbankgesimsen, Traufgesims profiliert und auskragend, Obergeschosse mit originalen Holzgewänden (zweites Obergeschoss zusätzlich mit Verdachung), Portal original mit neogotischen Formen im Oberlicht (rechter Türflügel fehlt), innen originale Werkstatträume mit Holz- und Gusseisensäulen - Seitengebäude (um 1860): dreigeschossiger verputzter Ziegelsteinbau mit Segmentbogenfenstern und Gliederung mit Gesimsen, originales Portal und Pflaster - Pferdestall: Mittelteil zweigeschossig mit geschwungenem Giebel, flaches Satteldach, Seitenflügel eingeschossig mit Drempel, roter Klinkerbau, Klinkerfelder wahrscheinlich später verputzt, Fassadengliederung durch Lisenen, Konsolgesimse, Segmentbogentüren und -fenster, originale Türen fast allesamt erhalten, teilweise originale Fenster, im rechten Flügel große Rolltore erhalten, im Obergeschoss des Mittelteils vermutlich Veränderungen im Fensterbereich (Drillingsfenster teilweise zugesetzt), in der Giebelseite spätere Türvergrößerung - Taubenhaus: zweigeschossiger Ziegelbau, verputzt, Segmentbogenfenster, Gurtgesims, Eckpilaster, seitlich kleine Segmentbogentür, Pyramidendach, abgestuftes Traufgesims, Segmentbogenfenster in den Giebelseiten im Obergeschoss blind, im Türbereich Mauerdurchbruch zwischen Erdgeschoss und Obergeschoss - Pavillon: auf oktogonalem Grundriss mit Pyramidendach, Ziegelbau, hervorragende architektonische Gliederung mit Eckpilastern, Segmentbogengewände mit Putzfaschen (profiliert), Fenster und Tür in originaler Profilierung, originale Dekorleisten, Holztraufe, originale Holztäfelung nur in Resten erhalten (teilweise rausgerissen), Deckenmalerei in gutem Zustand (original) | 08973235 |
| Weitere Bilder | Nikolaikirche, Inschrifttafel, Gedenktafel für Martin Rinckart und Steinkreuz an der Kirche | Nikolaiplatz 1 (Karte) | 1444–1545 (Kirche); 1496 (Westturm); 1506 (Altar); 1724 (Inschrifttafel); bezeichnet mit 1936 (Gedenktafel)                                                        | Spätgotische Saalkirche mit eingezogenem Chor und Westturm, Backsteinbau, zentrales städtebauliches Bauwerk, Gedenktafel zur Erinnerung den Pfarrer und Kirchenmusiker Martin Rinckart, mit ortsgeschichtlicher und baugeschichtlicher Bedeutung. - Spätgotische Saalkirche: mit spätgotischer Kirchenvorhalle, an der Westseite mit spätgotischem Portal, barocker Anbau mit Dreieckgiebel, Sandsteingewänden, mittlere Fenster mit Kartusche bekrönt, in Kartusche Eilenburger Stadtwappen - Steinkreuz: in der Nordseite neben Portal und Vorhalle in Mauer eingesetzt - Martin-Rinckart-Gedenktafel: Relief in Bronzeguss von Max Alfred Brumme 1936, Inschrift Die evangelische Stadtkirche St. Nikolai in Eilenburg wurde ab 1444 an Stelle eines 1435 durch einen Brand vernichteten romanischen Vorgängerbaus neu errichtet. Der spätgotische rote Backsteinbau mit Strebepfeilern besitzt an der Westseite einen mächtigen, ab 1496 erbauten siebengeschossigen Turm, dessen untere vier Geschosse einen quadratischen und die drei darüber liegenden Geschosse einen oktogonalen Grundriss aufweisen. Bei einem erneuten Brand im Jahre 1535 wurde die Kirche stark beschädigt, der Turm zerstört und die spätgotische Innenausstattung ebenfalls vernichtet. 1545 konnte die Wiederherstellung der Kirche abgeschlossen werden. Seine barocke Haube erhielt der Turm im Jahre 1673. Gegen Ende des Zweiten Weltkrieges wurde die Kirche stark zerstört und die Ausstattung vernichtet. Der Wiederaufbau der Kirche dauerte bis 1961, seine barocke Haube erhielt der Turm erst im Jahre 1997 wieder. Die dreischiffige Hallenkirche mit eingezogenem polygonalen Chor besitzt an der Nordseite zwischen Chor und Langhaus eine zweigeschossige Sakristei, etwas weiter westlich eine spätgotische Portalvorhalle, über der sich die 1724 errichtete Ratsloge erhebt. Die Schiffe des vierjochigen, heute flachgedeckten Langhauses werden durch spitzbogige Arkaden auf achteckigen Pfeilern getrennt. Von der einstigen Ausstattung haben sich der 1506 geschaffene spätgotische Schnitzaltar (nicht vollständig) und ein überlebensgroßes Kruzifix erhalten. Die Eilenburger Stadtkirche St. Nikolai ist ein baugeschichtlich und städtebaulich bedeutsames Zeugnis der sächsischen Kirchenbaukunst. | 08973340 |
|                | Mietshaus in geschlossener Bebauung | Nikolaiplatz 2 (Karte) | Um 1905 | Qualitätvolles Gebäude in städtebaulich wichtiger Lage im Stadtkern, baugeschichtlich von Bedeutung. Dreigeschossig, Klinkermischbauweise, Mansarddach (Biberschwanzdeckung) mit Fledermausgauben (vermutlich neu) und Dachgauben, Erdgeschoss Riemchengliederung mit Putzquaderung, geputzte Fensterfaschen mit Schlussstein, seitliche konvexe Standerker mit Putzspiegeln (Wappenmotive), großes Zwerchhaus mit geschwungenem Giebel, saniert, neue Fenster mit geteilten Oberlichten (Holz), rückseitig flachsaniert. | 08973330 |
| Weitere Bilder | Pfarrhaus und Kirchgemeindehaus in halboffener Bebauung und in Ecklage, mit Einfriedung zum Hof | Nikolaiplatz 3, 4 (Karte) | 1906–1907 | Putzfassade mit Ziegelgliederung, in neogotischem Stil, von ortshistorischer, baugeschichtlicher und städtebaulicher Bedeutung. - Pfarrhaus: zweigeschossig auf winkelförmigem Grundriss mit Satteldach, Kastengaupen mit neogotischem Holzfries, Gliederung mit Risaliten, Eckquaderung, Verdachungen, Portal in rotem Klinker, Putz gelb abgefärbt, Eckerker, wechselnd Spitzbogenfenster und Segmentbogenfenster mit Verstrebungen im Gewände, Giebel abschließend vereinfacht ersetzt, Portal original, innen Treppengeländer, Stufen und Vorraum mit Windfangtür original, Türen und Terrazzofußboden original, Rückseite vereinfacht sanierte Fassade - Einfriedung: Klinkerpfeiler und -mauer, dazwischen Eisentor | 08973357 |
|                | Mietshaus in ehemals halboffener Bebauung | Nordring 23 (Karte) | Um 1905 | Putzfassade mit Stuckdekor, stadtentwicklungsgeschichtlich und baugeschichtliche Bedeutung. Dreigeschossig, Putzfassade mit Stuckdekor, Erdgeschoss genutet, Betonung der Fassadenmitte durch Lisenen und hohen Dreieckgiebel. | 09303417 |
|                | Mietshaus in halboffener Bebauung, mit seitlicher Einfriedung und Pforte | Nordring 24 (Karte) | Ende 19. Jahrhundert | Gründerzeitliche Klinkerfassade mit qualitätvoller Architektur, baugeschichtlich von Bedeutung. Dreigeschossig, mit Krüppelwalmdach und seitlichen Zwerchhäusern, Krempziegeldeckung, Klinker-Mischbauweise, Sockel in polygonalen Porphyrgranitsteinen und Backstein, Erdgeschoss starke Putznutung, Geschosse in roten Klinkern, Gliederung mit gegossenem Betonstein in Kopfplastiken, Dreiecksverdachungen und plastisch hervortretenden architektonischen Gliederungselementen in den einzelnen Fensterumrahmungen und Ädikulen, hölzerner Hauptsims mit Zahnschnittfries, stark profiliert und weit auskragend, Tür mit schmiedeeisernem Gitter reich dekoriert, Mauerbogen und Torpfeiler in verputzter Ziegelbauweise, Zustand sanierungsbedürftig, Fenster neu, Rückseite Glattputz, Giebelseite mit Blendfenstern und zwei originalen Fenstern im Giebel. | 08973285 |
| Weitere Bilder | Wohnhaus in offener Bebauung und in Ecklage, mit Toreinfahrt (Dr.-Bernhardi-Haus) | Nordring 40, 41 (Karte) | 1847–1848 im Kern | In markanter straßenbildprägender Lage, ehemaliges Wohnhaus des Arztes Dr. Anton Bernhardi, ortshistorisch relevant und städtebaulich markante Lage. - Wohn- und Geschäftshaus: dreigeschossig, auf winkelförmigen Grundriss, Satteldach, verputzt (Edelsteinputz in grüner Farbe), mittig Dreieckgiebel, turmartige Eckbetonung (Dachabschluss zerstört, provisorisch abgedeckt) mit vorspringendem Unterbau und auf Stützen befindlichen Balkon, Gliederung mit Gesimsen, Lisenen und Faschen, Fenster und Putz original, Torsäulen und Torgitter original, Zustand baufällig (Dach teilweise provisorisch mit Wellblech abgedeckt), vorspringendes Gesims mit Keramikplatten abgedeckt (original), im Sockelbereich Mittelteil und Portalumfassung hervorgesetzt, seitlich halbrunder Treppenaufgang mit Rundbogenfenster - Einfriedung: verputzte Pfeiler mit Klinkerabschluss, schmiedeeisernes Tor | 08973267 |
|                | Wohnhaus in offener Bebauung | Nordring 47 (Karte) | Um 1925 | Im traditionalistischen Stil, beachtenswerte Innenausstattung, baugeschichtliche Bedeutung. Über hohem Sockelgeschoss zwei Vollgeschosse, Putzbau, Walmdach, Dreieckgiebel, straßenseitig leicht vorspringender Standerker, im Inneren Eingangsbereich und Treppenhaus beachtenswert. | 09302520 |
|                | Mehrfamilienhäuser, Siedlungsteil Rinckartstraße (Einzeldenkmale zu ID-Nr. 09304861) | Rinckartstraße 1, 7, 8, 9a (Karte) | 1957 (Nr. 7–9a); 1961 (Nr. 1) | Einzeldenkmal der Sachgesamtheit Wiederaufbaugebiet Stadtzentrum; geschlossene Bebauung in Block- und Zeilenbauweise der Nachkriegszeit im Stadtzentrum, im Stil der Nationalen Bautradition der 1950er Jahre, von besonderer städtebaulicher Bedeutung; siehe dazu auch Architektur der 1950er Jahre in Eilenburg. Dreigeschossige Putzbauten mit Walmdach, Gliederung mit Kastenerkern, betonten Gewänden (scharriert, abstehend) und tief eingestellten Eingängen (vorraumbildend) mit Schlusssteinen aus Kunststein, Erker mit Flächengestaltung, Gestaltung in Form von Pflanzenornamenten in Reliefarbeit (eingeschnitten in Putz), original sind teilweise noch Türen, Fenster, Fenstergitter, Putz und Granitstufen, Zustand teilweise neu saniert. | 08974319 |
| Weitere Bilder | Mietshaus in geschlossener Bebauung | Röberstraße 1a (Karte) | Um 1910 | Baukörper mit gestalterisch ansprechender Fassadengliederung, baugeschichtlich von Bedeutung. Dreigeschossig, Klinkersockel, verputzt, Satteldach mit Gauben (neu), dreiachsiger Mittelrisalit mit Erker (Walmdach) und mit hohem Zwerchhaus (im Giebelfeld ovales Ochsenauge und florale Putzgestaltung), Sockel mit Putznutung und Gurtgesims, Fassade durch genutete Lisenen und Putzspiegel gliedert, originale Haustür und Toreinfahrt. | 08973261 |
|                | Mietshaus in geschlossener Bebauung und in Ecklage | Röberstraße 3 (Karte) | Ende 19. Jahrhundert | Putz-Klinker-Fassade, Teil der gründerzeitlichen Bebauung Eilenburgs in straßenbildprägender Ecklage, baugeschichtlich von Bedeutung. Dreigeschossig, aufgestocktes ausgebautes Dachgeschoss, Klinkermischbauweise, Erdgeschoss Putznutung, Eckgestaltung hervorgehoben durch geputzten Risalit, Wandflächen Klinker rot mit verschieden gestalteten geputzten Gewänden und Fensterverdachungen, Eingang in Ecklage, Eingangsbereich (Treppe, Haustür) erneuert, ebenfalls Treppenanlage, Fenster neu (historisierend), saniert. | 08973231 |
|                | Bankgebäude in offener Bebauung (ehemalige Reichsbank) | Röberstraße 11 (Karte) | Um 1930 | Als Reichsbank-Nebenstelle eröffnet, repräsentatives Gebäude mit zeittypischer Fassadengliederung, straßenbildprägende und baugeschichtliche Bedeutung. Zweigeschossig, verputzt, hohes Walmdach (Biberschwanzdeckung), liegende, große, querrechteckige Fenster mit seitlich abgeschrägten Gewänden, weit auskragende Traufe, Vorhaus mit überdachter Treppenanlage verändert (später), Eingangstür neu, Fenster neu, Sanierung 1996. | 08973362 |
|                | Kindergarten in offener Bebauung | Röberstraße 12 (Karte) | 1955–1956 | Zeittypisches und qualitätvolles Gebäude mit aufwendiger Gestaltung der Eingangssituation, baugeschichtlich und straßenbildprägende Bedeutung. Zweigeschossig, polygonaler Bruchsteinsockel, verputzt, Walmdächer, geputzte Fensterfaschen, Eingangsbereich durch Risalit und Vorbau mit darüber befindlichem Balkon hervorgehoben, Bereich in rötlichem Kunststein gestaltet, ebenso Fenstergewände der Balkontüren, Fenstergewände der Nordseite geschossübergreifend (Edelputz), Eingangstür neu, vor dem Eingang Bärenplastik aus Muschelkalk, Treppenanlage aus Granit, innen originale Treppenanlage mit Handläufen aus Holz und Granitstufen, Südseite neue Türen und Fenster und neue Außentreppenanlage; Kindergarten Bärchen. | 08973361 |
| Weitere Bilder | Mietvilla (erbaut als Offizierskasino, später Sparkassengebäude) | Röberstraße 14 (Karte) | 1916 | In städtebaulich markanter Ecklage, qualitätvolles Gebäude, Reformstil-Architektur, von baugeschichtlicher Bedeutung. Zweigeschossig, Putzbau, Mittelrisalit mit Dreieckgiebel und Rundbogenfenster, dreiachsig, Sockel als Souterraingeschoss, einseitig Dach zum ersten Geschoss angeschleppt, rückseitig Kastenerker und Balkon, Gliederung mit Lisenen, Traufband und Rücklagen, Portal original mit zeittypischer Dekoration des Art déco wie in Ädikula, innen originales Treppengeländer, heute (2014) AWO-Begegnungsstätte. | 08973324 |
| Weitere Bilder | Kinderheim-Anlage mit Pförtnerhaus, Schule, Direktorenhaus, Wohnhäusern sowie Lehr- und Verwaltungsgebäude (ehemaliges Landes-Erziehungsheim)                                                            | Rödgener Landstraße 16 (Karte) | 1928 | Umfangreiche, gestalterisch ansprechende Anlage mit origineller Fassadengliederung, bauhistorische und sozialhistorische Bedeutung. Putzbauten auf Klinkersockel mit Walmdächern (Biberschwanzdeckung), teilweise Dachaufbauten mit Zierfachwerk. Kinderheim und private Förderschule, um 1925 als Landeserziehungsheim für Mädchen von Diakonie Magdeburg errichtet, 1928 eingeweiht. - Schule: auf hakenförmigem Grundriss, Turnhallentrakt mit Strebepfeilern gegliedert auf denen Kugelbekrönungen sitzen, Glockenturm verschiefert mit Laterne - Anbau eines Wohnhauses, eingeschossig mit Dachhaus und Gauben, originale Fenster, asymmetrisch angelegter Torbogen - Pförtnerhaus: eingeschossig, originale Fenster, Dachgauben - saniertes Lehrgebäude: neue Dachgauben, Fenster und Putz, denkmalgerechte Sanierung - Lehr- und Verwaltungsgebäude (achsensymmetrisch): zweigeschossig mit ausgebautem Dachgeschoss (Schleppgauben), Mittelteil niedriger, Treppenhäuser durch Drillingsfenster mit Dreiecküberdachung betont, originale Fenster und Tür, Saaleinbau im Verwaltungsgebäude, Fensterachsen mit halben Segmentbogenfenstern fortgesetzt - vier Wohnhäuser (zwei mittlere Wohnhäuser in der Flucht zurückgestellt): zweigeschossig mit eingezogenem umlaufendem Dachgeschoss mit Zierfachwerk (darüber Fledermausgaube), Kronendeckung (teilweise neu, mittlere Bauten saniert), Eingangsbereich mit wuchtiger Verdachung, Treppenhaus mit großem, rundem Fenster (Rosette), seitliche Achsen im Erdgeschoss als Rücklagen, Obergeschoss sitzt auf Konsolen, Verbindung der Gebäude durch DDR-Bauten (kein Denkmal), gleicher Typ südöstlich des Verwaltungstraktes, weiter Dachüberstand (alle) - abschließendes Gebäude der Süd-Ost Achse: zweigeschossig, Satteldach mit Schleppgaube (Holz), auf Balkonen geometrisches Zickzackmotiv, vorgezogene Eingangsbereiche (Standerker mit Balkon, originale Türen und Fenster), davor Pappeln und kleine Weidenallee - Turnhalle: Bleiglasfenster - Anlage: Wechsel von Rasenflächen und Gehwegen | 08973353 |
|                | Wohnhaus in halboffener Bebauung | Rödgener Straße 10 (Karte) | Um 1900 | Historisierende Putzfassade, zeittypisches gründerzeitliches Gebäude, baugeschichtliche Bedeutung. Zweigeschossig, Satteldach (Biberschwanzdeckung), verputzt, Mittelrisalit mit Zwerchhaus (geschwungener Giebel mit Ochsenauge), im Erdgeschoss Segmentbogenfenster (Mittelrisalit mit Korbbogenfenster), Obergeschoss mit Vorhangbogenfenstern (wuchtige Verdachungen), Gurtgesims. | 08973368 |
| Weitere Bilder | Mehrfamilienhäuser, Siedlungsteil Rollenstraße (Einzeldenkmale zu ID-Nr. 09304861) | Rollenstraße 1, 2, 23 (Karte) | 1954–1956 (Nr. 1/2); 1957 (Nr. 23) | Einzeldenkmale der Sachgesamtheit Wiederaufbaugebiet Stadtzentrum; geschlossene Bebauung in Block- und Zeilenbauweise der Nachkriegszeit im Stadtzentrum, im Stil der Nationalen Bautradition der 1950er Jahre, von besonderer städtebaulicher Bedeutung; siehe dazu auch Architektur der 1950er Jahre in Eilenburg. Dreigeschossige Putzbauten mit Walmdach, Gliederung mit Kastenerkern, betonten Gewänden (scharriert, abstehend) und tief eingestellten Eingängen (vorraumbildend) mit Schlusssteinen aus Kunststein, Erker mit Flächengestaltung, Gestaltung in Form von Pflanzenornamenten in Reliefarbeit (eingeschnitten in Putz), original sind teilweise noch Türen, Fenster, Fenstergitter, Putz und Granitstufen, Zustand teilweise neu saniert. Nummer 24/25 im Jahr 2007 abgebrochen. | 08974320 |
| Weitere Bilder | Mietshaus in offener Bebauung | Samuelisdamm 1 (Karte) | Um 1910 | Historisierender Putzbau in straßenbildprägender Lage, von baugeschichtlicher Bedeutung. Dreigeschossig, Putzbau mit Zwerchhäusern und geschossweit heruntergezogenem Dach an der Frontseite, über zwei Geschosse gehender Kastenerker mit verglasten Rundbogenarkaden, darüber stilisierte Pfeiler, die einen Balkonaustritt tragen, Souterraingeschoss mit Putznutung, Gliederung mit Lisenen, dekorative Verdachungen und Gesimse weiß von gelber Wandfarbe abgesetzt, Zustand saniert, Giebelfenster verbreitert. | 08973281 |
|                | Mietshaus in halboffener Bebauung | Samuelisdamm 2a (Karte) | Um 1905 | Abwechslungsreich gestaltete historisierende Putzfassade, straßenbildprägend, von baugeschichtlicher Bedeutung. Dreigeschossig, mit Satteldach und Zwerchhäusern, Putzbau auf geklinkertem Sockel, Souterraingeschoss, Gliederung mit Kastenstanderker, Gesimsen, floralen Reliefs unterhalb der Verdachung im ersten Obergeschoss und Kielbogenverdachung im zweiten Obergeschoss, vermutlich bauliche Veränderungen im Dachbereich, Balkon über Kastenerkern hochgemauert, sanierter Zustand. In der offiziellen Denkmalliste irrtümlich unter Samuelisdamm 2 geführt. | 08973282 |
|                | Ehemaliges Bürgerasyl „Röberstift“ (Armenhaus) in offener Bebauung, heute Wohnhaus | Samuelisdamm 10 (Karte) | 1907 | In städtebaulich bedeutender Lage gegenüber dem Gymnasium, Domizil der Röber-Stiftung, Tagungsstätte der Stadtverordneten und Bürgerasyl, von ortshistorischem Interesse. Viergeschossiger Putzbau mit Klinkern im Erdgeschoss verkleidet, Walmdach und Zwerchhäuser, Seitenrisalit mit Satteldach, Mittelachse: zwei große hohe Fenster mit Bleiglasscheiben, Eingänge seitlich original mit ovalem Oberlicht und Buntglasfenster im Treppenhaus, Rückseite mit Seitenrisalit, niedriger Mittelrisalit enthält drei Rundbogenfenster (von sakralem Charakter), zweites Obergeschoss mit Sichtfachwerk, Balkone im ersten Obergeschoss besitzen noch originale, geschmiedete Gitter, 80 % der Fenster original erhalten, Putz vermutlich neu, Zustand sanierungsbedürftig, innen Türen weitestgehend erhalten, Treppenanlage original, ehemals Stadtarchiv, heute (2014) Wohnhaus. Architekt war Stadtbaurat Otto Lemke. | 08973359 |
|                | Dr.-Belian-Gedenkstein, Wilhelm-Grune-Gedenkstein und Gedenkstein eines Unbekannten | Schloßaue 1 (neben) (Karte) | Bezeichnet mit 1946 (Belian- und Grune-Gedenkstein); um 1930 (unbekannter Gedenkstein)                                                                             | Zur Erinnerung an den Bürgermeister Alfred Belian (1873–1946) und den Eilenburger Mühlenbesitzer Wilhelm Grune, von ortshistorischer Bedeutung. - Dr.-Belian-Gedenkstein: Inschrift „Dr. Alfred Belian, Ehrenbürger von Eilenburg“, Granit stelenförmig, Bekrönung fehlt, (Dr. Belian: Bürgermeister von Eilenburg von 1904 bis 1933, gestorben 1946), Stein um 1930 aufgestellt, Schrift später ergänzt - Wilhelm-Grune-Gedenkstein: gleiche Stelenform und gleiches Material, Bekrönung fehlt, Inschrift „Wilhelm Grune, ...“, weiteres unleserlich - Gedenkstein (bis jetzt unbekannt): unregelmäßiger Steinblock aus Granit, Vorderseite mit flacher Einlage für Tafel (fehlt), in eine erhobene Steinanlage gestellt, von Efeu bewachsen | 08973428 |
|                | Wohnhaus in halboffener Bebauung | Schloßberg 3 (Karte) | Um 1800 | Eingeschossiger Putzbau, Satteldach mit Dachhäuschen, unmittelbar am Burgtor gelegen, ortsentwicklungsgeschichtlich von Bedeutung | 09305649 |
| Weitere Bilder | Burg Eilenburg (Sachgesamtheit) | Schloßberg 4, 5, 6, 7, 8, 9 (Karte) | 2. Hälfte 12. Jahrhundert (Sorbenturm); 14. Jahrhundert (Bergfried); um 1450 (Burgtor und Befestigungsmauer); 18. Jahrhundert (Amtsgebäude und Gefängnis)          | Sachgesamtheit Burg Eilenburg, mit folgenden Einzeldenkmalen: Sorbenturm, Bergfried, Amtshaus (Nr. 8), ehemaligem Gefängnisbau (Nr. 7), Toranlage und Befestigungsmauern (siehe Einzeldenkmale 08973427), mit folgenden Sachgesamtheitsteilen: weitere Gebäude (Nr. 4, 5, 6, 9) und Befestigungsanlagen sowie Straßenpflaster der Zufahrt [Störelement: Neubau Schloßberg 5]; aufgrund der Lage von besonders stadtbildprägender Wirkung, mittelalterliches und barockes Ensemble, von baugeschichtlicher, siedlungsgeschichtlicher sowie landesgeschichtlicher Bedeutung. Burgareal zum Teil bebaut mit Miets- und Wohnhäusern, teilweise Kleingartenanlage, vor dem Sorbenturm Wiese und dichter Pappelwald (jung) und andere Bäume. | 09304970 |
| Weitere Bilder | Sorbenturm, Bergfried, Amtshaus (Nr. 8), ehemaliger Gefängnisbau (Nr. 7), Toranlage und Befestigungsmauern (Einzeldenkmale zu ID-Nr. 09304970)                                                           | Schloßberg 7, 8 (Karte) | 2. Hälfte 12. Jahrhundert (Sorbenturm); 14. Jahrhundert (Bergfried); um 1450 (Burgtor); 18. Jahrhundert (Amtsgebäude und Gefängnis)                                | Einzeldenkmale der Sachgesamtheit Burg Eilenburg; aufgrund der Lage von besonders stadtbildprägender Wirkung, mittelalterliches und barockes Ensemble, von baugeschichtlicher, siedlungsgeschichtlicher sowie landesgeschichtlicher Bedeutung. - Burgtor: roter Ziegel, Spitzbogen mit darüber angesetztem vorgezogenem Rundbogen, kräftige Strebepfeiler, Reste der Umfassungsmauer - Amtshaus (um 1700, Schlossberg 8): zweigeschossiger Putzbau, Fenster- und -türgewände in Sandstein (in der Mittelachse profiliert), Türgewände mit Schlussstein und darüber befindlicher Supraporte mit großen Wappendarstellungen von Eilenburg/Sachsen (bezeichnet mit 1786), teilweise originale Fenster, mehrfach profilierte verputzte Traufe, Dach 1993 abgebrannt, (Notdach), leerstehend - ehemaliges Gefängnis (Schlossberg 7): eingeschossig, Krüppelwalmdach (Krempziegel), geputzte, mehrfach abgestufte Traufe, Putzbau, neue Fenster und Tür, seitlicher Anbau kein Denkmal, alte Kellergewölbe aus Ziegelmauerwerk, teilweise meterstark, schmale tiefliegende Lichtschächte - Befestigungsanlage: alte Mauerreste der Burgbefestigung (ruinös) in Teilen das Burgareal begrenzend, aus Backstein im Klosterformat - Bergfried: roter Ziegel, quadratischer Grundriss mit oktogonalem Aufsatz und Zeltdach (1. Hälfte 16. Jahrhundert) - Sorbenturm: dreigeschossig mit Pultdach aus Ziegelmauerwerk auf quadratischem Grundriss und auf altem Fundament, obere Geschosse jeweils nach innen zurückgesetzt, mit Rundbogenfenstern, im zweiten Obergeschoss gepaart als Zwillingsrundbogenfenster - alte Pflasterung der Zufahrt zum Burgberg (Tor) von Beginn Abzweig Marienstraße an der Kirche vorbei - Hundertstüfchen: Treppenanlage mit Aussichtsplattform, Streichung 2008, kein Denkmal | 08973427 |
| Weitere Bilder | Marienkirche und Kirchberg (Sachgesamtheit) | Schloßberg 11, 12, 13 (Karte) | 1516–1522 (Kirche); 1688 Dendro (Wohnhaus); bezeichnet mit 1887 (Gedenktafel)                                                                                      | Sachgesamtheit Marienkirche und Kirchberg, mit folgenden Einzeldenkmalen: Kirche (mit Ausstattung) und Grabmal auf dem Kirchhof (siehe Einzeldenkmale 08973239, Schloßberg 11) und Gedenktafel für Franz Abt an einem Wohnhaus (siehe Einzeldenkmale 08973238, Schloßberg 13) und als Sachgesamtheitsteil: Stütz- und Einfriedungsmauern sowie Wohnhaus (Schloßberg 13) [Pfarrhaus Schloßberg 12, Obj. 09300439, vor 2009 abgebrochen]; spätgotische Hallenkirche mit Westturm, ehemals romanischer Vorgängerbau, von baugeschichtlicher und ortsgeschichtlicher Bedeutung, qualitätvolle Grabmalgestaltung, die Bauten des Kirchberges bilden ein städtebaulich hervorgehobenes Ensemble | 09304971 |
| Weitere Bilder | Kirche (mit Ausstattung) und Grabmal auf dem Kirchhof (Einzeldenkmale zu ID-Nr. 09304971), auch Bergkirche                                                                                               | Schloßberg 11 (Karte) | 1516–1522 (Kirche); um 1820 (Grabmal) | Einzeldenkmale der Sachgesamtheit Marienkirche und Kirchberg; spätgotischen Hallenkirche mit Westturm, ehemals romanischer Vorgängerbau, von baugeschichtlicher und ortsgeschichtlicher Bedeutung, qualitätvolle Grabmalgestaltung. - Kirche: ehemaliger romanischer Vorgängerbau zur spätgotischen Hallenkirche umgebaut, Backsteinbau, Langhaus verputzt, eingezogener Chor mit 5/8-Schluss und Strebepfeilern, Westturm mit Zeltdach und Laterne, im Norden Sakristei - Grabmal: kräftiger Obelisk auf quadratischem Sockel, der mit umlaufenden Girlanden dekoriert ist, in Frontseite ädikulaförmig umrahmte Nische, darin Kelch unter Muschelkalotte, von ehemaligem Engelskopfgiebel bekrönt, Tafel auf Obelisk fehlt | 08973239 |
|                | Gedenktafel für Franz Abt an einem Wohnhaus (Einzeldenkmal zu ID-Nr. 09304971) | Schloßberg 13 (Karte) | Bezeichnet mit 1887 | Einzeldenkmal der Sachgesamtheit Marienkirche und Kirchberg; den Geburtsort des Liedkomponisten Franz Abt verdeutlichend, von ortshistorischem und musikgeschichtlichem Interesse (Wohnhaus kein Denkmal). - Tafel an der Ostseite im Giebel: „Hier wurde der deutsche Liederkomponist Franz Abt am 22. Dezember 1819 geboren. Er starb zu Wiesbaden am 31. März 1885. Zum Andenken gewidmet von den Gesangsvereinen Liederhalle, Arion und Tischler-Verein zu Eilenburg am 31. März 1887.“ (Eisenklempnerei Erwinhof bezeichnet) - Wohnhaus: zweigeschossiger Putzbau neu saniert mit Satteldach, nur Fenster im Obergeschoss original erhalten, Architektur belanglos, Wohnhaus kein Denkmal | 08973238 |
| Weitere Bilder | Mietshaus in halboffener Bebauung und in Ecklage | Schreckerstraße 1a (Bahnhofstraße 6) (Karte)                                                                                                   | Um 1955 | Anspruchsvolles Beispiel der Nachkriegsbebauung in markanter Ecklage, im Stil der Nationalen Bautradition, baugeschichtlich von Bedeutung. In Reihenhausbebauung dreigeschossiger Putzbau mit flachem, einseitigem Walmdach, Gliederung mittels risalitartiger Treppeneingangsbereiche mit zusammengefassten gerahmten Zwillingstreppenfenstern, Eckquaderungen und abgesetzten, hervortretenden Gewänden der Fenster und Türen, Obergeschoss mit Putzgliederung zwischen den Fenstern, Fenster und Türen neu, Zustand saniert. | 08973256 |
| Weitere Bilder | Fabrikfassade | Schreckerstraße 3 (Karte) | Um 1900 | Zeugnis der Industrialisierung in Eilenburg mit qualitätvoller Klinkerfassade, baugeschichtlich bedeutend, straßenbildprägend. Eingeschossiger roter Klinkerbau mit gelber Klinkergliederung (Segmentbögen der Fenster, Rautenelemente im Brüstungsbereich und im Drempel), Pilastergliederung, Sohlbankgesims, Konsolgesims. | 08973366 |
| Weitere Bilder | Ehemalige Molkerei | Schreckerstraße 5 (Karte) | Um 1870 | Gebäude mit singulärer Stellung im Ort, baugeschichtliche Bedeutung. Zweigeschossig, Klinker gelb, Satteldach, große fünfachsige Zwerchhäuser vorder- und rückseitig mit Zwillingsfenstern in der Spitze, Deutsches Band aus rotem Klinker zwischen erstem und zweitem Obergeschoss und an der Traufe, Lisenen und Ecklisenen, Fenster mit Birnenstabgewänden, weiter Dachüberstand. Vorderseitiger Anbau kein Denkmal. | 08973363 |
|                | Mietshaus in geschlossener Bebauung | Schreckerstraße 9 (Karte) | Um 1915 | Durch reichhaltige Putzdekoration der Fassade gestalterisch ansprechend, Reformstil-Architektur, baugeschichtliche Bedeutung. Dreigeschossig, Satteldach (neu) mit Schleppgauben, verputzt, Fassadengliederung mit reicher Putzgestaltung (Vasenmotive im Giebel der Zwerchhäuser, Putzspiegel usw.), zwei Erker, die einen langgestreckten Balkon tragen, dreiachsige Zwerchhäuser, Fenster neu (historisierend), Haustür, Toreinfahrt und Treppengeländer original. | 08973260 |
| Weitere Bilder | Wohnhaus in offener Bebauung | Schreckerstraße 30 (Karte) | Ende 19. Jahrhundert | Seltene neogotische Fassadengestaltung, von baugeschichtlicher Bedeutung. Zweigeschossiger roter Klinkerbau mit Satteldach und Gaube (neu), Seitenrisalit mit seitlichen hohen Spitzbogenportalen in weitgehend originalem Zustand ebenso Spitzbogenfenster, originaler Treppengiebel nur einseitig vorhanden, im rechten Risalit vereinfacht, mittig hohe Segmentbogenfenster mit linearer Segmentbogenverdachung, im Drempel Spitzbogenfries auf Konsolen, kräftige Gurt- und Sohlbankgesimse gliedern die Fassade horizontal, Giebelseiten neu verputzt. | 08973725 |
|                | Mietshaus in geschlossener Bebauung | Schulstraße 17 (Karte) | Ende 19. Jahrhundert | Mittenbetonte Klinkerfassade, gutes Zeugnis der gründerzeitlichen Wohnbebauung in weitgehend authentischer Erscheinung, baugeschichtlich von Bedeutung. Viergeschossig, Satteldach (Krempziegel), Erdgeschoss verputzt mit Putzbändern, aufwendig gestalteter Eingangsbereich (Ädikula), Fassade Klinkermischbauweise (Klinker rot), Gurtgesimse, in der Mittelachse Zwillingsfenster, originale Haustür, Fenster neu. | 08973365 |
|                | Umspannwerk | Schulstraße 20 (Karte) | 1920er Jahre | Durch originelle Fassadengliederung gestalterisch ansprechendes Gebäude, singuläre Stellung im Ort, straßenraumprägend, von technikgeschichtlicher Bedeutung. Zweigeschossig, Sockel aus grobbehauenen Granitblöcken, Bogenwalmdach (Biberschwanzdeckung), Klinker rot, Segmentbogenfenster im Erdgeschoss, teilweise als Blindfelder mit kleineren hochrechteckigen Fenstern, Eingangsachse konvex vorgewölbt, weit auskragende Traufe, unter der Traufe Tafel mit gezackten Blitzen dargestellt, zweites Obergeschoss Verwalterwohnung, Klinkergliederung in Form von Pilastern und Spiegeln, teilweise originale Türen (Eingangstür, Stahltüren), originale Fenster (teilweise Stahlsprossung). Späterer Anbau kein Denkmal (1930er Jahre). | 08973364 |
| Weitere Bilder | Wohnhaus mit Anbau | Sorbenweg 2 (Karte) | Um 1800 | Weitgehend authentisch erhaltenes Wohnhaus in ortsbildprägender Stellung, von baugeschichtlicher und sozialhistorischer Bedeutung. Zweigeschossiger Putzbau mit Satteldach, Erdgeschoss Ziegel, Obergeschoss Fachwerk, originaler Putz mit Resten früherer Bemalung, Fenster mit Fensterläden (Reste), Portal mit Holzgewände und Oberlicht original, baufälliger Zustand, mit terrassierter Gartenanlage. | 08973337 |
| Weitere Bilder | Ostfriedhof (Sachgesamtheit) | Sprottaer Landstraße 3 (Karte) | 1907 | Sachgesamtheit Ostfriedhof, mit folgenden Einzeldenkmalen: Friedhofskapelle, Einfriedung des Friedhofes, Denkmal für die Opfer des Zweiten Weltkrieges und sowjetisches Ehrenmal (siehe Einzeldenkmale 08973344) sowie der gärtnerischen Friedhofsgestaltung (Gartendenkmal); ortshistorisch von Bedeutung und baugeschichtlich interessant | 09304863 |
| Weitere Bilder | Friedhofskapelle, Einfriedung des Friedhofes, Denkmal für die Opfer des Zweiten Weltkrieges und sowjetisches Ehrenmal (Einzeldenkmale zu ID-Nr. 09304863)                                                | Sprottaer Landstraße 3 (Karte) | 1907 (Friedhofskapelle); nach 1945 (Kriegerdenkmal); um 1970 (sowjetisches Ehrenmal); 1975 (OdF-Gedenkstätte)                                                      | Einzeldenkmale der Sachgesamtheit Ostfriedhof; ortshistorisch von Bedeutung und baugeschichtlich interessant. - Friedhofskapelle: langgestreckter Saalbau mit anschließendem Querbau, verputzt, Walmdach (Biberschwanzdeckung) mit Dachreiter (Glockentürmchen) in Kupferdeckung, seitlich je drei Rundbogenfenster, Eingangsfront mit Mittelrisalit und hohem Bogenfeld, Gliederung mit kräftigen Pilastern, in den Kapitellen Girlandenschmuck, Traufe mit Wellenlinien, im Giebel des Mittelrisalit Zahnschnitt, neu saniert (Fenster und Tür neu) - Ehrenmal für russische Gefallene des Zweiten Weltkrieges: Granitpfeiler mit Inschrifttafeln in Mauer eingelassen - Denkmal für die Opfer des Zweiten Weltkrieges: ältere Anlage neu gestaltet (1999), auf Wiese Plastik eines aufgeschlagenen Buches (in Kupfer) mit Inschrift auf Sandsteinsockel, liegende Bruchsteinplatten mit Namenszügen in Kupferplatten auf Wiese verteilt - OdF-Gedenkstätte, Friedhof Ost: - In vier Gemeinschaftsgräbern ruhen Kriegsgefangene und Zwangsarbeiter, und zwar 21 Sowjetbürger, zwei CSR-Bürger, 20 Polen, ein Holländer, ein Österreicher, elf Italiener, ein Franzose und 13 Deutsche. - Hinter den Reihengräbern Gedenkmauer, dort Tafeln mit Namen der Toten soweit bekannt, in der Mitte etwas erhöht Mauer mit ehrender Inschrift, darüber Flammenschale. - Material: Mittelteil der Mauer aus rotem Sandstein, Höhe 300 cm; Seitenteile der Mauer aus Kunststein, Höhe 250 cm; Gesamtlänge: 37 Meter | 08973344 |
| Weitere Bilder | Stadtpark Eilenburg (Sachgesamtheit) | Stadtpark (Karte) | 2. Hälfte 19. Jahrhundert | Sachgesamtheit Stadtpark Eilenburg, mit folgenden Einzeldenkmalen: Gedenkstein für Wilhelm Ferdinand Mitscherlich, Plastik und Skulptur (siehe Einzeldenkmal 08973249) und mit der Parkanlage; Gedenkstein zur Erinnerung an W. F. Mitscherlich (1826–1895), dem Begründer des Stadtparks, von städtebaulicher, kunstgeschichtlicher und ortsgeschichtlicher Bedeutung. Als große Grünfläche größtenteils im Stil eines englischen Landschaftsparkes gestaltet mit altem und hohem Baumbestand, inmitten findet sich ein Tierpark (kleiner Zoo), vor dem Bahnhof relativ symmetrisch gestaltete Freifläche mit Plastiken, Treppen, Mauerbegrenzung und Nischen für Bänke. | 09304879 |
| Weitere Bilder | Gedenkstein für W. F. Mitscherlich, Plastik und Skulptur (Einzeldenkmale zu ID-Nr. 09304879) | Stadtpark (Karte) | 1932–1933 (Mitscherlich-Gedenkstein); um 1935 (Putto); 1970 (Plastik Mutter und Kind)                                                                              | Einzeldenkmale der Sachgesamtheit Stadtpark Eilenburg; Gedenkstein zur Erinnerung an W. F. Mitscherlich (1826–1895), dem Begründer des Stadtparks, von städtebaulicher, kunstgeschichtlicher und ortsgeschichtlicher Bedeutung. - Plastik: eine schwere Lorbeergirlande tragender, kleiner nackter Putto auf rechteckigem Sockel, Kunststein, leicht verwittert - Bronzeskulptur von Hans Förster (1970): auf quadratischen Betonsockel stehende lebensgroße Frau, ein Kind hochhaltend, mit einfacher Kleidung und Haarzopf, im Stil des sozialistischen Realismus gearbeitet - Gedenkstein: Sandsteinobelisk auf quadratischem Sockel mit Grünanlage, Obelisk in der Mitte mit breiter Kehlung und Gesims gestaltet, Oberfläche unregelmäßig schariert, Inschrift in schwarzer Farbe „Dem Begründer des Stadtparkes Wilhelm Ferdinand Mitscherlich, geb. 1826 – gestorben 1895“ | 08973249 |
|                | Mietshaus in halboffener Bebauung und in Ecklage | Steinstraße 48 (Karte) | Ende 19. Jahrhundert | Gründerzeitbau in straßenbildprägender Lage mit gestalterisch ansprechender Fassade, baugeschichtlich von Bedeutung. Dreigeschossiger Bau mit Satteldach und Gaupe, Mischbauweise, Quarzporphyrsockel, verputztes Erdgeschoss mit Nutung, Obergeschosse in rotem Klinker mit dunkelroten Klinkerbändern gegliedert, Fensterrahmungen in Betonstein, angestrichen, Mittelrisalit für Treppenhaus mit originalem Portal, denkmalgerechte Sanierung (Fenster). | 08973356 |
|                | Gasometer (Gaswerk Eilenburg) | Sydowstraße 1 (Karte) | Ende 19. Jahrhundert | Versorgungsgeschichtlich und technikgeschichtliche Bedeutung. Runder roter Klinkerbau, Gliederung durch Lisenen und Bänder mit vertikal angeordneten Klinkern, teilweise originale Fenster erhalten, Gaswerk sehr stark verändert und teilweise abgerissen. | 08973732 |
| Weitere Bilder | Bahnhof Eilenburg mit Empfangsgebäude (Bahnhofstraße 21), weiterhin mit zwei Wassertürmen (Wasserturm West, Sydowstraße 6), zwei Stellwerken und zwei Brückenköpfe auf dem Bahngelände                   | Sydowstraße 6 (Karte) | 1870–1871 (Empfangsgebäude); 1870–1871 oder 1898 (Wasserturm West); Ende 19. Jahrhundert (Wasserturm Ost und Stellwerk EO); 1925/1930 (Stellwerk EW)               | Wichtige, im Ensemble erhaltene Zeugnisse der Verkehrsentwicklung der Stadt in qualitätvoller Architektur des Historismus an den Eisenbahnlinien Halle (Saale) Hbf – Torgau – [Falkenberg (Elster) – Guben] (Streckennummer 6345), von baugeschichtlicher und verkehrsgeschichtlicher Bedeutung. Die Wassertürme sind Teil des Eilenburger Bahnhofs und als solche Zeugnisse der Entwicklung Eilenburgs zum Verkehrsknotenpunkt zwischen Leipzig, Torgau, Wurzen und Pretzsch Ende des 19. Jahrhunderts. Ihnen kommt damit eine eisenbahngeschichtliche und technikgeschichtliche Bedeutung zu. - Der Wasserturm West wurde 1870/71 (laut Landesamt für Denkmalpflege) oder 1898 (laut Sachsenschiene.net) in Zusammenhang mit dem Bau des Bahnhofs Eilenburg an der Strecke Halle-Cottbus für die Wasserversorgung der Dampflokomotiven errichtet und dient heute als Wohnhaus. Es handelt sich um einen oktogonalen, roten Klinkerbau mit polygonalem Natursteinsockel und Pyramidendach im Schweizer Stil mit Kugelbekrönung. Die Fassade wird von geschossübergreifenden Rücklagen, die von hohen Segmentbogenfenstern im Erdgeschoss und kleinen Segmentbogenzwillingsfenstern im Obergeschoss durchlichtet sind, gegliedert. Ein rautenförmiges Muster aus dunklen Klinkern ziert die Zone zwischen Erd- und Obergeschoss. Der obere Teil, der ehemals den stählernen Hängebodenbehälter für die Wasserversorgung enthielt, kragt leicht aus und ist mit dunklen Platten verkleidet. Insgesamt 16 schmucklose, hochrechteckige Fenster sorgen für eine gleichmäßige Belichtung. - Der Wasserturm Ost ist ebenfalls ein oktogonaler Klinkerbau. Sein zweigeschossiger Turmschaft wurde aus roten Klinkern gemauert, das Behältergeschoss oberhalb eines schmalen, leicht auskragenden Gesimses dagegen aus gelben Klinkern. Alle Wandflächen sind jeweils leicht zurückgesetzt, sodass der Eindruck einer Lisenengliederung entsteht. Das Dach ist als flaches Kegeldach ausgebildet. | 08973253 |
| Weitere Bilder | Zwei Plastiken in der Promenade | Torgauer Straße (Karte) | 1930er Jahre | Figürliche Plastiken, originelle Zeugnisse zeittypischer Kleinkunst, ortsentwicklungsgeschichtlich von Bedeutung. Figuren flankieren Torgauer Straße zwischen Nordring und Kleiner Mauergasse bzw. Dr.-Külz-Ring. - Figur 1: auf Quader sitzender, kleiner Junge, Ziehharmonika spielend, mit kleiner Jägermütze, Klinkersockel, mit Klinkerplatten abgedeckt, Figur ca. einen Meter hoch, aus Kunststein gegossen - Figur 2: Klinkersockel mit Klinkerplattenabdeckung, auf Stein sitzender kleiner Junge, Flöte spielend mit Art Jägermütze und umgehängter kleiner Tasche, ca. 1 m groß, Kunststein, teilweise scharriert | 08973333 |
| Weitere Bilder | Wohnhaus in offener Bebauung und Einfriedungspfeiler | Torgauer Straße 1a (Karte) | 1929 | Charakteristischer, architektonisch und künstlerisch hervorragender Bau der späten 1920er Jahre oder frühen 1930er Jahre von stadtbildprägender Bedeutung, in städtebaulich markanter Ecklage und originaler Bausubstanz. Zweigeschossig, Klinkerbauweise, Walmdach, (Krempziegel), Portal original mit Freitreppen und Mauereinfassung, Geländer später, Gewände in stark herausgestelltem Dreikantprofil, seitliche Eckerker, Fenster neu, Gitter neu (vor Keller und Treppenhausfenstern), Einfriedungspfeiler original in Sichtklinker. | 08973284 |
|                | Portal und Inschrifttafel an einem Wohnhaus | Torgauer Straße 23 (Karte) | 1665 (Portal); bezeichnet mit 1665 (Inschrifttafel) | Qualitätvolles Renaissanceportal, darüber Kartusche mit Inschrift, von baugeschichtlicher Bedeutung. Rundbogensitznischenportal mit Muschelkalotten, mit Konsol-, Eierstab- und Zahnschnittfries, Schlussstein mit Kartusche und Kinder-(Engels-)kopf, Inschrifttafel (Kartusche mit Rollwerk und Voluten), Gebäude 1961 neu errichtet. | 08973289 |
| Weitere Bilder | Ehemaliger Gasthof Roter Hirsch (mit Ausstattung) | Torgauer Straße 40 (Karte) | 17. Jahrhundert, später überformt | Putzbau mit Satteldach, bemerkenswerter Renaissancebau mit wertvoller Innenausstattung, älteste Ausspanne der Stadt, ehemalige Poststation, von ortsgeschichtlicher und baugeschichtlicher Bedeutung. Zweigeschossiger Putzbau mit Satteldach und Fledermausgaube, Fenster allgemein mit profilierten Gewänden und geraden Verdachungen im Erdgeschoss, großes Rundbogenportal, von Putzbossierung gerahmt und von Relieftafel (Hirsch über Kartusche) bekrönt, originale Tür mit Kassettenfeldern, Erdgeschoss mit horizontaler Putznutung, wird zurzeit saniert, innen originale Holzbalkendecken, im Obergeschoss des Anbaus großer Saal mit Stuckdecke von 1890; älteste Ausspanne der Stadt, ehemalige Poststation, als Quartier unter anderem von August dem Starken und Friedrich III. und als Station des Leichenzugs von Gustav II. Adolf. | 08973291 |
|                | Wohnhaus in geschlossener Bebauung | Torgauer Straße 42 (Karte) | Ende 19. Jahrhundert, im Kern älter | Mit Laden, historisierende Putzfassade, zu Eilenburgs größter Geschäftsstraße gehörendes Gebäude, ortsentwicklungsgeschichtliche Bedeutung. Dreigeschossig, Putzbau, Satteldach (Biberschwanzdeckung) mit Dachgauben (Walmdach), in den Geschossen Sohlbankgesimse, im ersten Obergeschoss wuchtige Fensterverdachungen auf Konsolen, Dreieckgiebel in der Mittelachse, Sprossenfenster, Ladeneinbau verändert, zweites Obergeschoss Kielbogenfenster. | 08973331 |
| Weitere Bilder | Wohn- und Geschäftshaus in geschlossener Bebauung | Torgauer Straße 43 (Karte) | Um 1925, im Kern älter | Als erstes städtisches Geschäftshaus im Art-déco-Stil mit straßenbildprägender Giebelgestaltung, von bauhistorischer und ortshistorischer Bedeutung. Dreigeschossiger Putzbau mit Mansarddach und hohem Zwerchhausgiebel, Erdgeschoss großflächige Schaufenstereinbauten, erstes Obergeschoss Bay-Windows-Fensterreihe, dazwischen Blendfelder, Gesimse gliedern die Fassade, auffallende Gestaltung mit Zickzackformen in Blendfeldern, lineare Verdachung der Bay-Windowsfenster und in den Giebel überführendes Traufgesims bildet optischen Akzent zu den anschließenden Fassadengestaltungen in der Straße, Fenster neu, sanierter Zustand. | 08973292 |
|                | Wohnhaus in geschlossener Bebauung | Torgauer Straße 46 (Karte) | Mitte 19. Jahrhundert, im Kern älter | Mit Ladeneinbau, zeittypisches Gebäude in städtebaulich zentraler Lage, zur ursprünglichen Stadtkernbebauung gehörend, ortsentwicklungsgeschichtlich von Bedeutung. Zweigeschossig, Satteldach (Krempziegel), verputzt, Obergeschoss originale Fenster, Erdgeschoss verändert (Ladeneinbau, Türöffnung), Traufgesims abgetreppt, älterer Keller unter dem Gebäude. | 08973332 |
|                | Holzbalkendecke in einem Wohnhaus | Torgauer Straße 47 (Karte) | Mitte 16. Jahrhundert | Originale Holzbalkendecke der Renaissancezeit, mit singulärer Bedeutung, handwerklich-künstlerischer Wert. Originale Holzbalkendecke des 16. Jahrhunderts in Neubau integriert, profilierte Unterzüge mit Schiffskehlung, Bretter in Fischgrätenmotiv angeordnet, einzelner Rest der originalen Bemalung erhalten. | 08973729 |
|                | Wohnhaus in geschlossener Bebauung | Torgauer Straße 48 (Karte) | Anfang 19. Jahrhundert, im Kern älter | Mit Ladeneinbauten, Bürgerhaus mit gut erhaltenen Fassadengliederungen in städtebaulich zentraler Lage, zur ursprünglichen Stadtkernbebauung zählend, baugeschichtlich von Bedeutung. Zweigeschossig, Satteldach (Biberschwanzdeckung) mit Fledermausgaube (neu), Gebäude verputzt, im Erdgeschoss genutete Fenster- und Türgewände, alte Haustür, Gurtgesims, im Obergeschoss kräftige Fenstersohlbänke und mit Halbkugelmotiven gestaltete Fenstergewände, Konsoltraufgesims (abwechselnd größere und kleinere). | 08973328 |
|                | Wohnhaus in geschlossener Bebauung | Torgauer Straße 49 (Karte) | 1536 (Dendro) | Mit Laden, Putzbau mit Satteldach, aufgrund seines hohen Alters wertvolles Zeugnis der Ortsentwicklung und der nordsächsischen Hauslandschaft, heimatgeschichtlich und baugeschichtlich von Bedeutung. Zweigeschossig, Satteldach (Kronendeckung), Putzbau, Fenster- und Türöffnungen erhalten, Sockel teilweise verkachelt. | 08973329 |
|                | Wohnhaus in geschlossener Bebauung | Torgauer Straße 50 (Karte) | 1. Hälfte 19. Jahrhundert, später überformt | Mit Ladeneinbau, klassizistische Fassade mit Dreiecksgiebel, städtebaulich markante Lage, von baugeschichtlicher Bedeutung. Dreigeschossig, hohes Satteldach (Biberschwanzdeckung) mit Dreiecksgiebel (mit sternenförmig gesprosstem Ochsenauge), Ladeneinbau im Erdgeschoss verändert, Obergeschoss mit Sohlbankgesims, mit Putznutung versehene Fensterfaschen, saniert, neue Fenster und Türen, weit auskragende Traufe (ebenso am Dreieckgiebel). | 08973326 |
|                | Wohnhaus in geschlossener Bebauung | Torgauer Straße 51 (Karte) | Mitte 19. Jahrhundert | Mit Laden, zeittypisches Gebäude in städtebaulich markanter Lage, ortsentwicklungsgeschichtlich von Bedeutung. Zweigeschossig und Mezzaningeschoss, Satteldach (Biberschwanzdeckung), Putzbau, Erdgeschoss verändert mit Ladeneinbauten und Keramikfliesensockel, Gurtgesims, Putzfaschen, kräftige Traufe, älterer Keller unter dem Gebäude. | 08973327 |
|                | Wohnhaus in geschlossener Bebauung | Torgauer Straße 52 (Karte) | Mitte 19. Jahrhundert, im Kern älter | Mit späterem Ladeneinbau, zum älteren Bestand der Straßenbebauung gehörendes Gebäude, im Kern aus der Renaissancezeit, baugeschichtlich von Bedeutung. Zweigeschossiger Putzbau mit Satteldach, Fenstergewände im Erdgeschoss mehrfach profiliert, im Obergeschoss gefast, Gurt- und kräftiges Konsoltraufgesims gliedern die Fassade, Fenster, Tür und Ladeneinbau neu, saniert. | 08973290 |
|                | Wohnhaus in geschlossener Bebauung | Torgauer Straße 53 (Karte) | Mitte 19. Jahrhundert, im Kern älter | Zum älteren Bestand der Straßenbebauung gehörendes Gebäude mit städtebaulicher Bedeutung. Zweigeschossiger Putzbau, Satteldach (Biberschwanzdeckung), Dachgauben, verputzt, leicht gekehlte Fenster- und Türgewände, Gurtgesims, alte Haustür, abgetrepptes Traufgesims. | 08973350 |
|                | Mietshaus in halboffener Bebauung | Torgauer Straße 63 (Karte) | Ende 19. Jahrhundert | Typischer Gründerzeitbau an der Hauptverkehrsstraße gelegen und somit straßenbildprägend, von baugeschichtlicher Bedeutung. Dreigeschossig, Satteldach mit Dachgaupen, Klinkermischbauweise, Erdgeschoss mit Putznutung, roter Klinker, Obergeschoss mit Ädikula und Betonsteinrahmung, glasierte Ziegelbänder, neue Holztraufe (etwas unproportioniert), Dach, Gauben und Fenster neu, Zustand saniert, Fenster im Erdgeschoss nach unten verlängert, Haustür neu. | 08973288 |
| Weitere Bilder | Stadtfriedhof Eilenburg (Sachgesamtheit) | Torgauer Straße 71 (Karte) | Nach 1920 | Sachgesamtheit Stadtfriedhof Eilenburg, mit den Einzeldenkmalen: drei Erbbegräbnisse (Mitscherlich, Müller, Holzweissig) und Grabmale von Ferdinand Röber und Ernst Träger (siehe Einzeldenkmale 08973287, Torgauer Straße 71) und gärtnerisch gestaltete Friedhofsanlage (Gartendenkmal); anspruchsvoll gestaltete Erbbegräbnisse an der Friedhofsmauer, von ortshistorischer Bedeutung und künstlerisch qualitätvoller Gestaltung | 09304865 |
| Weitere Bilder | Drei Erbbegräbnisse (Mitscherlich, Müller, Holzweissig) und Grabmale von Ferdinand Röber und Ernst Träger (Einzeldenkmale zu ID-Nr. 09304865)                                                            | Torgauer Straße 71 (Karte) | Anfang 20. Jahrhundert (Erbbegräbnis Mitscherlich, Grabmal Röber, Grabmal Träger); bezeichnet mit 1907 (Erbbegräbnis Müller); nach 1916 (Erbbegräbnis Holzweissig) | Einzeldenkmale der Sachgesamtheit Stadtfriedhof; anspruchsvoll gestaltete Erbbegräbnisse an der Friedhofsmauer, von ortshistorischer Bedeutung und künstlerisch qualitätvoller Gestaltung. - 1. Grabmal Müller: flache stilisierte Ädikularahmung in Muschelkalk, Mittelteil mit gepresster Reliefplatte und seitlicher Inschrifttafel aus Metall, Darstellung eines Engels mit Blumenkranz, „Die Liebe höret nimmer auf“, Friedrich August Müller, 1907 und Anna Müller 1925 - 2. Grabmal Holzweissig: Ehrenbürger, gestorben 1916, Fabrikbesitzer, gestorben 1937, roter Sandstein, oben Sanduhr im Giebel - 3. Grabmal Familie Mitscherlich: Engelsfigur vollplastisch freistehend, Galvanogusstechnik, auf Pfeiler vor stilisierter Ädikula mit Bogenfeld, Inschriftenplatte aus schwedischem Granit mit Goldschrift - 4. Grabmal Ferdinand Röber: auf rechteckförmigem hohem Sockel stehendes Kreuz (lateinisches Kreuz), Marmor, mit Inschrift im Sockel (Seinem Wohltäter das dankbare Eilenburg) und Kreuz, umgeben von Bepflanzung mit Wacholderbüschen und Kiefern - 5. Grabmal Ernst Träger: auf Säulenstumpf stehende Urne in antikisierender Vasenform aus Kunststein, Inschrift auf Säulenstumpf „Unserem Ernst 24. April 1890 gestorben 23. Mai 1904“ | 08973287 |
| Weitere Bilder | Wohnhaus in halboffener Bebauung | Weinbergstraße 1 (Karte) | Um 1850 | Gut gegliederter Putzbau des 19. Jahrhunderts, von baugeschichtlicher und straßenbildprägender Bedeutung. Zweigeschossiger Ziegelbau mit kleinen Mezzaninfenstern, verputzt, Satteldach, Gliederung mit breitem Gurtgesims, profilierte Fenstergewände, zweites Obergeschoss mit gerader Verdachung, originale Fenster, Tür und Eingangsstufen neu, im Giebel zwei segmentbogige Fenster und drei kleine quadratische Fenster. Abbruchgenehmigung 2008 erteilt, 2014 noch nicht abgebrochen, daher Abbruch noch nicht verzeichnet. | 08973304 |
|                | Herrenhaus des ehemaligen Rittergutes Friedrichshöhe, mit Einfriedung | Weinbergstraße 8 (Karte) | Um 1800 | Stattlicher Putzbau, ursprünglicher Bestandteil und Ausgangspunkt der Vorstadtstruktur in originaler Bausubstanz, ortsbildprägende Stellung, von ortsgeschichtlicher und landesgeschichtlicher Bedeutung. - Herrenhaus: zweigeschossiger massiver Ziegelbau mit Krüppelwalmdach, verputzt, hohe schlanke Rechteckfenster, Giebelseite zusätzlich mit zwei kleinen Rundbogenfenstern, im Obergeschoss über Fenstern Rundbogenfelder als Rücklage, Gurtgesimsband teilweise noch erhalten, einige Fenster in Giebelseite zugesetzt, westseitig großes Rundbogenfenster mit originaler Sprossung, Portal erneuert, Fenster teilweise neu - Einfriedung: Ziegelmauerwerk, teilweise Bruchstein, mit Pfeilern und Mauerfeld mit halbkreisförmigen Blindfeldern, einfacher Staketenzaun | 08973303 |
|                | Herrenhaus und Einfriedung des Rittergutes Berg | Weinbergstraße 9 (Karte) | Wohl 1894, im Kern vermutlich älter | Historisierende Putzfassade, zur ehemaligen Struktur des Gutshofes gehöriges, qualitätvolles Herrenhaus der Jahrhundertwende um 1900, von ortshistorischer Relevanz - Herrenhaus: zweigeschossiger Putzbau, Krüppelwalmdach (Krempziegel), an beiden Stirnseiten Mittelrisalite mit Walmdach, Bruchsteinsockel, profilierte Kunststeinfenstergewände, Rundbogenfenster, Gurtgesims, im Obergeschoss Kielbogengewände, Fenster original, auskragende Traufe, Hofseite stark verändert, neue Fenster - Einfriedung: verputzte Mauer mit Klinkerschicht, Betonsteinpfeilern und schmiedeeisernem Gitter in geschwungenen Formen | 08973318 |
|                | Krankenhaus (Hauptgebäude) | Wilhelm-Grune-Straße 5 (Karte) | Um 1870 | Rote Klinkerfassade, mit originaler Bausubstanz und in markanter Lage, von baugeschichtlicher und ortsgeschichtlicher Bedeutung. Dreigeschossiger roter Klinkerbau mit Satteldach, Mittelrisalit und Wintergarten im ersten und zweiten Obergeschoss (rückseitig), Gliederung mit Gesimsen, Bändern, Segmentbogenfenstern (original) in dunkelbraungebranntem Klinker, Wintergarten in dekorativer Fachwerkkonstruktion mit originaler Fenstersprossung, im Mittelrisalit über Fenstern Bogenfelder mit dekorativen Ornamenten in Sandstein, Innen originale Türen mit alter Nummerierung auf Emailschildern. | 08973271 |
|                | Wohnhaus in offener Bebauung | Wilhelm-Grune-Straße 22 (Karte) | Nachträglich bezeichnet mit 1598, später verändert | Putzbau mit Satteldach, in unmittelbarer Nähe zum alten Rittergut Eulenfeld befindliches Gebäude in weitestgehend originaler Bausubstanz, baugeschichtliche Bedeutung. Zweigeschossig, Satteldach (Biberschwanzdeckung), verklinkerter Sockel, Gebäude verputzt, im Obergeschoss originale Fensteröffnungen und alte Fenster erhalten, im Erdgeschoss etwas größere Fenster (vermutlich vergrößert), alte Haustür, alte Fenster. | 08973276 |
|                | Mietshaus in geschlossener Bebauung | Wilhelm-Grune-Straße 24 (Karte) | Um 1900 | Gründerzeitliches Gebäude mit straßenbildprägender geometrisierender Fassadengestaltung, baugeschichtlich von Bedeutung. Dreigeschossig, ausgebautes Dachgeschoss, Mansarddach (Biberschwanzdeckung), Granit/Klinkersockel, Gebäude in Klinkermischbauweise (Klinker rot) mit Lisenen, Karomustern, Haustür mit Spitzbogen original. | 08973275 |
|                | Wohnhaus in offener Bebauung und Einfriedung | Wilhelm-Raabe-Straße 2 (Karte) | Anfang 20. Jahrhundert | Reformstil-Architektur, gehört zur städtebaulichen Erweiterung Anfang des 20. Jahrhunderts, von baugeschichtlicher Bedeutung. Zweigeschossiger Putzbau (original) mit Walmdach, Fledermausgaupen und Hechtgauben, Gliederungselemente: seitlich halbrundförmige Erker, rückseitiger Kastenerker und Balkon, Eckpilaster, weites Traufgesims mit Putzband, Putzbogenfelder, Rahmenfelder, Portal (original) gestaltet im Palladiomotiv, Putzdekoration mit Medaillons und stilisierten Frucht-Blumenkränzen, Dach neu gedeckt, Fenster teilweise neu, Fensterläden nur vereinzelt vorhanden, Einfriedung mit verputzten Ziegelpfeilern und Ziegelmauer. | 08973277 |
|                | Wohnhaus in offener Bebauung | Wilhelm-Raabe-Straße 5 (Karte) | Um 1925 | Baukünstlerisch hervorragende originelle Fassadengestaltung, von baugeschichtlicher Bedeutung und straßenbildprägender Wirkung. Zweigeschossiger Putzbau mit ausgebautem Mansarddach (allseitig verschiefert) und Gauben, Gliederung mit Spitzbogenfenstern im Erdgeschoss, Giebelseite mit Putznutung und abgesetzten Halbsäulen, weit auskragende Traufe, hofseitig halbrundförmiger Standerker mit Portal (original) und Balkon, rückseitig Anbau mit großem Wintergarten über Traufzone, Mansarddachfenster insgesamt mit dreieckigen linearen Abschlüssen, neu sanierter Zustand. | 08973280 |
|                | Wohnhaus in offener Bebauung und Einfriedung | Wilhelm-Raabe-Straße 10 (Karte) | Um 1920 | Weitgehend originale Bausubstanz, architektonisch anspruchsvolle Fassadengestaltung in Ecklage, von baugeschichtlicher Bedeutung. Zweigeschossiger Putzbau (Putz original) mit Souterraingeschoss, Walmdach (Biberschwanzdeckung), Gliederung mit Veranda (zweigeschossig, offen, einseitig verglast), erkerförmiger Fensterumrahmung, abgesetzten Putzbogenfeldern über Verdachungen, breitem Seitenrisalit, Kastengaupen, spärliche Dekorationen: seitlich Kartuschen, Portal (original) mit geometrischen Figuren, Fensterläden fast vollständig original erhalten, Einfriedung: einseitig (Wilhelm-Rabe-Straße) mit gelben Klinkerpfeilern und Staketenzaun. | 08973279 |
| Weitere Bilder | Fabrikanlage mit Verwaltungsgebäude (Ziegelstraße 2), Kohlenturm (Schlauchturm) mit Toranlage, Anbau (Sozialgebäude) sowie Wasserturm (Am Wasserturm 1)                                                  | Ziegelstraße 2 (Karte) | Um 1915 und später | Ehemals Eilenburger Celluloidfabrik, später Eilenburger Chemiewerke (ECW), ortsbildprägende Anlage von technikgeschichtlicher und baugeschichtlicher Bedeutung. - Verwaltungsgebäude: dreigeschossiger Putzbau, Walmdach (Kronendeckung) mit Dach- und Fledermausgauben, vorder- und rückseitig fünfachsiges Zwerchhaus, vorderseitig über einen Mittelrisalit, Erdgeschoss mit Putznutung, Eingangsbereich mit Vorbau (darüber Balkon), Fassade ist gegliedert durch Putzspiegel und Lisenen, rückwärtige Flügel schlichter gehalten, Fenster original, Türen teilweise neu, innen Eingangshalle im Stil der 1970er Jahre, original erhalten mit Wandverkleidung und Windfangtüren und Pförtnerloge, originales Treppenhaus mit Geländer (Holz), Stufen (Granit) und kräftiger, schwerer Kassettendecke (mit Stuckdekorationen), Kunststeinputz, Glasfenster mit Bleiglasdekorationen, Terrazzofußboden und Winfangtüren, Konferenzraum im zweiten Obergeschoss mit Holzpaneelen - Schlauchturm: Putzbau über fast quadratischem Grundriss, unterer zweigeschosshoher Gebäudeteil mit schmalen hochrechteckigen Fenstern, abschließender eingeschosshoher Gebäudeteil ruht auf Konsolen, Gliederung durch Pilaster, Pyramidendach (Kronendeckung) neu gedeckt, früher als Kohlenturm genutzt - Torbogen: ca. eine Achse tiefe Korbbogendurchfahrt, verputzt, im Inneren mit Pförtnerfenster, Satteldach mit Kronendeckung neu Kulturhaus, Turbinenhalle und Schrankenwärterhäuschen 2007 abgebrochen: - Kulturhaus/Sozialgebäude: zweigeschossiger Putzbau bestehend aus mehreren Gebäudeteilen, Satteldächer mit Kronendeckung, westlicher Anbau am Torbogen mit Walmdach, Hauptgebäude mit hohem Satteldach, das von der Straße zwei Achsen zurückgesetzt ist und dem zwei kleinere seitliche Satteldächer zur Fassade vorgelagert sind, Putzgliederung durch Pilaster, Putzspiegel, Gurtgesimse, überstehende Traufe, rückseitig repräsentativer, mit Rundbogen überdachter Eingang und Freitreppe, teilweise originale Fenster, leerstehend, innen im Saal viel umgebaut - Turbinenhalle: Putzbau, Gliederung durch Gurtgesims und abgetrepptes Traufgesims, Bogendach, an der Giebelseite fünfachsiges langgestrecktes Fensterfeld, das sich im Giebel in Segmentbogenform fortsetzt, originale Eingangstür mit schmiedeeisernen floralen Gittern, innen original eisernes Treppengeländer, Fliesen in der Halle erhalten, original Terrazzofußboden im Treppenhaus - Schrankenwärterhäuschen: Putzbau, Obergeschoss mit fast geschlossen umlaufender Fensterfront, kräftige Sohlbank, Pyramidendach mit Kugel als Abschluss | 08973374 |

## Behlitz
| Bild           | Bezeichnung | Lage                        | Datierung | Beschreibung | ID       |
| -------------- | --- | --------------------------- | --- | --- | -------- |
| Weitere Bilder | Südliches Seitengebäude eines Bauernhofes | An den Fichten 2 (Karte)    | Ende 19. Jahrhundert | Klinkerbau, architektonisch aufwendig gestaltetes Gebäude eines ehemaligen Hüfnergutes von ortsbildprägendem Charakter, baugeschichtlich von Bedeutung. Klinkerbau auf Porphyrgranitsteinsockel, Satteldach, Traufseite mit großen Segmentbogenfenstern und oberhalb mit schmalen Zwillingsrundbogenfenstern, Sägezahnfries und Konsoltraufgesims, Giebel besonders reich gestaltet mit Eckpfeilern, mittigem Rundbogendrillingsfenster, die äußeren als Blindfenster, und geometrischen X- und Zickzacklinien in gelben Klinkersteinen, zwei Inschrifttafeln (vermutlich nach historischem Vorbild nach 1999 erneuert): „Hüfnergut im Weiler Behlitz – Besitz der Familie Krostitz seit 1897“, „Einer acht’s – Der ander betracht’s – Der dritte verlacht’s – was macht’s“. | 08973243 |
|                | Dorfrichterstein | Kirchbogen (Karte)          | 18. Jahrhundert/19. Jahrhundert | Zeugnis des historischen Dorfgerichtswesens, einfacher, liegender findlingsartiger Stein mit relativ glatter, ebener Oberfläche | 08974330 |
| Weitere Bilder | Kirche (mit Ausstattung) sowie Kirchhof mit Einfriedung, Grabmal und Denkmal für die Gefallenen des Deutsch-Französischen Krieges in der Kirche und Denkmal für die Gefallenen des Ersten Weltkrieges an der Kirchhofsmauer | Kirchbogen 2 (Karte)        | Im Kern um 1200 (Kirche); Umbau bezeichnet mit 1703 (Kirche); um 1700 (Altar); 2. Hälfte 18. Jahrhundert (Grabmal); um 1850 (Orgel) | Romanische Chorturmkirche, im Innern mit gotischer Sakramentsnische, von baugeschichtlicher und ortsgeschichtlicher Bedeutung. - St. Katharina (ehemals): romanische Saalkirche mit Chorturm und Sakristei, Putzbau, 1703 verändert und erneuert - deutsch-französisches Kriegerdenkmal in der Kirche an der Südseite, kleine querrechteckige Tafel auf Ziegelsockel mit Inschrift, Grabplatte an der Südseite außen: hochrechteckige Platte mit ovaler gebauchter Inschriftfläche von Blattranken umwunden, Abschluss mit Krone, Inschrift unleserlich, schwer erkennbares Datum 1776, mit Sanierung der Kirche wurde die Grabplatte an der südlichen Kirchenwand vermutlich in das Innere verlegt - Kriegerdenkmal an der Friedhofsmauer aus Porphyrtuff: auf seitlich abgewinkeltem Grundriss stehende Mauer, mittig mit geschweiftem Giebel und lateinischem Kreuz bekrönt, in den Pilastern reliefartig eingearbeitete Schwerter, im Giebelfeld großer Adler, herausgearbeitete Platten mit Namensinschriften der Gemeinden Zschettgau, Pressen und Behlitz, Spruchband im Architrav „Ihren gefallenen Helden die dankbaren Gemeinden“ - Einfriedung: teilweise Klinkermauerwerk mit Pfeilern und Dachziegelabdeckung auf Porphyrgranitsteinsockel, teilweise Betonmauerwerk | 08973242 |
|                | Scheune eines Bauernhofes | Kirchbogen 5 (Karte)        | Mitte 19. Jahrhundert | Typisches Zeugnis eines bäuerlichen Wirtschaftsgebäudes in charakteristischer Lehmwellertechnik, baugeschichtlich von Bedeutung. Lehmscheune auf Porphyrgranitsteinsockel, mit Satteldach (Biberschwanzdeckung), zwei große Holztore mit Holzarchitrav, Mauer teilweise ausgebessert mit Ziegeln, Stall ebenfalls Lehm, verputzt, neuer Anstrich, mit Holztoren, teilweise mit Oberlichtern, Traufe teilweise neu verputzt. Seitengebäude (Stall, um 1860 erbaut) vor 2014 abgebrochen. | 08973351 |
|                | Wohnhaus eines Bauernhofes | Kirchbogen 7 (Karte)        | Bezeichnet mit 1911 | Qualitätvoller Klinkerbau mit Tordurchfahrt, gut erhaltene Formsteingliederung in Jugendstilmotiven, baugeschichtlich von Bedeutung. Trapezförmiger Grundriss, zweigeschossiger gelber Klinkerbau mit Satteldach (Biberschwanzdeckung, neu), im Obergeschoss reichhaltige Formsteine mit Jugendstilmotiven (Frauenkopf und florale Motive) in den Brüstungsfeldern und unter den Verdachungen, Tordurchfahrt und Tor original. | 08973372 |
|                | Wohnhaus (Nr. 8) und Toranlage (Nr. 7) eines Bauernhofes | Zum Erlengrund 7, 8 (Karte) | Um 1915, im Kern vermutlich älter (Wohnhaus); bezeichnet mit 1938 (Toreinfahrt)                                                     | Wohl zum ehemaligen Rittergut (Tauchnitz) gehörendes Gebäude, von baugeschichtlicher und ortsgeschichtlicher Bedeutung. Zweigeschossiger Putzbau mit Walmdach (Biberschwanzdeckung), frontseitig großes Zwerchhaus mit Drillingsfenstern und profiliertem Dreieckgiebel mit Kartusche, Fassade gegliedert mit genuteten Lisenen und Faschen, seitliches Vorhaus ebenfalls mit Dreieckgiebel und dekorativer Kartusche im Frontispiz, Torpfeiler verputzt (neu) mit Ziegelabdeckung und Reliefplatten von 1938 mit figürlicher und ornamentaler Darstellung (Sämann und Sicheln mit Getreideähren). | 08973240 |

## Hainichen
| Bild | Bezeichnung                                                                           | Lage                        | Datierung                                                                 | Beschreibung | ID       |
| ---- | ------------------------------------------------------------------------------------- | --------------------------- | ------------------------------------------------------------------------- | --- | -------- |
|      | Wohnhaus, Scheune, Seitengebäude und Hofpflaster eines Vierseithofes (Hof Kugelsberg) | Dorfstraße 28 (Karte)       | Um 1800, im Kern älter (Bauernhaus); Ende 19. Jahrhundert (Seitengebäude) | Wohnhaus und Scheune mit Mansarddach, auf einer Anhöhe gelegener markanter und ortsbildprägender Hof mit ursprünglicher Struktur, als einer der ältesten Gutsanlagen des Ortes von historischem Interesse. - Wohnhaus: zweigeschossiger Putzbau mit Mansardwalmdach (Biberschwanzdeckung), Erdgeschoss vermutlich Ziegelstein, Obergeschoss Fachwerk, einzelne originale Fenster (im Giebel), neue Fenster im Obergeschoss und Erdgeschoss (liegende), Sockel aus Bruchstein, Giebelseiten in Ziegel später, Holztraufe original, Reste ehemaliger Putzgliederung mit Bändern an der Giebelseite, Scheune: in Mischbauweise (Lehm und Ziegel) mit hohem Mansarddach (Biberschwanzdeckung), spätere Erweiterung im Osten, verputzt, drei große originale hölzerne Scheunentore mit Holzgewänden und Balkensturz, Mauerwerk teilweise in Lehmwellertechnik, teilweise mit Lehmziegeln, innen originale Holzbalkenkonstruktion - Seitengebäude: in Ziegelmauerwerk, verputzt, Satteldach (Biberschwanzdeckung), mit Garageneinbau, Wohnteil und Scheune, Obergeschoss mit Segmentbogenfenstern (original), Gliederung mit Sohlbankgesims, Putzbändern und Putzfaschen - Hofpflasterung: original mit Feldsteinen | 08973422 |
|      | Transformatorenturm                                                                   | Dorfstraße 28 (bei) (Karte) | Um 1920/1925                                                              | Zeittypischer Trafoturm in weitestgehend erhaltener Originalsubstanz, technikgeschichtlich und ortshistorisch von Interesse. Roter Klinkersockel (und Türsturz), verputzt, im Putz abgesetzter Drempelbereich, Pyramidendach (Biberschwanzdeckung), originale Tür mit schmiedeeisernen Beschlägen in floralen Formen. | 08973423 |

## Kospa
| Bild | Bezeichnung                                                                                   | Lage                        | Datierung                                                           | Beschreibung | ID       |
| ---- | --------------------------------------------------------------------------------------------- | --------------------------- | ------------------------------------------------------------------- | --- | -------- |
|      | Kriegerdenkmal für die Gefallenen des Ersten Weltkrieges                                      | Am Ring 11 (vor) (Karte)    | Bezeichnet mit 1921                                                 | Von ortshistorischer Bedeutung. Großer monolithartiger Granitstein mit glatter Fläche in der Frontseite, darin Inschrift „Gedenkstein der im Weltkrieg 1914–1918 gefallenen Helden“, Namensaufzählung, „Gewidmet von der Gemeinde Cospa 1921“, Stein in Anlage als stilisierter Steinhügel mit Beet, darin Stahlhelmplastik, Vase und seitliche Rundständer aus Kunstgussstein, Umgrenzung teils mit Betonstein, teils mit Bruchstein, ellipsenförmiger Grundriss der Anlage, flankiert wird die Anlage von einer großen Eiche und Tannen. | 08973472 |
|      | Seitengebäude und Scheune eines Dreiseithofes                                                 | Am Ring 22 (Karte)          | Ende 19. Jahrhundert (Seitengebäude); bezeichnet mit 1939 (Scheune) | Landschaftstypische Ziegelbauten, charakteristisches Bauerngehöft mit baugeschichtlicher Bedeutung. - Stall: Klinkerbau mit Satteldach auf Granitsteinsockel, Fenster und Türen mit Segmentbogenabschluss, im Drempel schmale Rundbogenfenster (teilweise gekoppelt, später einzelne zugesetzt), Deutsches Band als Gurtgesims im Auszugshaus zugeputzt, Traufgesims mit Zahnschnittfries, Vorbau später, rückseitig liegendes Fenster - Scheune: Klinkerbau mit Satteldach (Biberschwanzdeckung) und zwei großen hölzernen Rolltoren, mittig symmetrisch angeordnete Rechteckfenster, Tafel in Sandstein mit Bezeichnung „1939 erbaut“ - Bauernhaus: zweigeschossiger massiver Lehmwellerbau mit steilem Satteldach (Biberschwanzdeckung), verputzt, Giebel in Fachwerk, später mit Ziegeln (19. Jahrhundert) hochgemauert, (vermutlich war das Gebäude ursprünglich länger), Putzgliederung mit Bändern und Faschen, ursprünglich farbig abgesetzt, Fenster Mitte 19. Jahrhundert (vermutlich im Zuge eines Umbaus), Tür neu; vor 2013 abgebrochen | 08973421 |
|      | Wohnhaus, Auszugshaus, Scheune mit angebautem Seitengebäude und Toranlage eines Dreiseithofes | Am Ring 29 (Karte)          | Um 1800 (Bauernhaus); Ende 19. Jahrhundert (Seitengebäude)          | Überwiegend Lehmbauten, Wohnhaus mit Fachwerk-Obergeschoss, als charakteristisches Mittelbauerngehöft von authentischer und originaler Erscheinung, aus alter Struktur überkommene Lage der weilerartigen Bebauung, baugeschichtliche Bedeutung. - Bauernhaus: zweigeschossig mit Satteldach (Biberschwanzdeckung), Erdgeschoss Lehm, Obergeschoss Fachwerk, verputzt, Putzgliederung mit Bändern, Ecklisenen und Faschen (eingeritzt), originales Portal mit Holztür und Holzgewände (profiliert), Fenster original, Holztraufe, rückseitiger Anbau später - Auszugshaus: eingeschossiger Lehmbau mit Krüppelwalmdach (Biberschwanzdeckung) auf Bruchsteinsockel (teilweise später mit Ziegeln unterfahren), verputzt, originale Fenster- und Türgewände und Türflügel, giebelständig, Traufe in Lehm, in Giebelseite Rundbogenfenster - Stall 1 (Nordseite): Mischbauweise aus Lehm und Klinkern (Aufstockung und Erweiterungsbau), Satteldach (Biberschwanzdeckung), Segmentbogenabschluss der Türen, Zwillingsfenster und der Speicherluke, an Auszugshaus angebaut; vor 2013 zum Teil abgebrochen - Stall 2 (Südseite): Klinkerbau mit Satteldach (Biberschwanzdeckung), in adäquater Gestaltung wie Stall 1, an giebelständige kleine Scheune angebaut, Scheune: massiver Lehmwellerbau mit Satteldach (Biberschwanzdeckung), verputzt, Putzgliederung wie Bauernhaus, Holztraufe, Holzrolltore später, im Giebel große Speicherluke, halbhohe Segmentbogenfenster - Einfriedung: mit quadratischem Pfeiler in roten Klinkern und mit Holztoren | 08973420 |
|      | Transformatorenstation                                                                        | Gallener Landstraße (Karte) | Um 1920                                                             | Von technik- und versorgungsgeschichtlicher Bedeutung. Geschweiftes Pyramidendach (Biberschwanzdeckung) mit Kegelbekrönung und auskragender Holztraufe, sanierter Zustand (Putz, Tür und Sockel neu). | 08973470 |

## Pressen
| Bild | Bezeichnung               | Lage                                    | Datierung                 | Beschreibung | ID       |
| ---- | ------------------------- | --------------------------------------- | ------------------------- | --- | -------- |
|      | Transformatorenstation    | Behlitzer Straße 3a (gegenüber) (Karte) | Um 1920                   | Markant gelegener Baukörper, von technikgeschichtlicher Bedeutung Sockel verklinkert, Putzbau, Pyramidendach mit vorkragender Holztraufe und Lisenen, Schleppgaupe (Biberschwanzdeckung), Metallbekrönung, Tür aus Eisenblech (geschmiedet) original. | 08973244 |
|      | Scheune eines Bauernhofes | Gartenstraße 4 (Karte)                  | 1. Hälfte 19. Jahrhundert | Eine der letzten Lehmscheunen im Ort, wissenschaftlich-dokumentarisch bedeutend. Langgestreckter Lehmwellerbau mit drei großen Holztoren (Öffnung teilweise zugemauert) mit Holzbalkensturz, Satteldach (teilweise alte Biberschwanzdeckung, teilweise Krempziegel), Speicherluke, Lehmputz, Traufe mit Kammlochmuster (Zickzack), Giebel hochgeziegelt und verputzt, schlechter Bauzustand. | 08973245 |

## Wedelwitz
| Bild           | Bezeichnung                                                            | Lage                                   | Datierung           | Beschreibung | ID       |
| -------------- | ---------------------------------------------------------------------- | -------------------------------------- | ------------------- | --- | -------- |
| Weitere Bilder | Ehemalige Schule, heute Wohnhaus                                       | Am Bach 8 (Karte)                      | Bezeichnet mit 1902 | Ungewöhnlich gestalteter, qualitätvoller Klinkerbau der Jahrhundertwende um 1900, von baugeschichtlicher und ortshistorischer Bedeutung. Zweigeschossiger roter Klinkerbau mit Satteldach auf Sockel in Mischbauweise (Granit, Klinker und Sandstein), stilisiertes Konsoltraufgesims, Erdgeschoss mit jeweils in drei Gruppen zusammengefassten schmalen Fenstern, Gewände in Sandstein, ebenso Kaffgesims über dem Sockel, im Giebel schmiedeeiserner Zieranker, Zustand saniert, Anbau später, Dachgaupen eventuell auch, Fenster und Tür neu, bezeichnet mit 1902 (Tafel). | 08973416 |
| Weitere Bilder | Transformatorenstation mit technischer Ausrüstung                      | Kurt-Bennewitz-Straße 17 (bei) (Karte) | Um 1915             | Zeugnis der Elektrifizierung des Ortes, von technik- und versorgungsgeschichtlicher Bedeutung. Putzbau mit Pyramidendach auf Klinkersockel, originale Erscheinung mit Holztraufe, Holztür, Putz, Glassteinen über der Tür, Isolatoren und Kugelbekrönung aus Metall. | 08973414 |
| Weitere Bilder | Wohnhaus, Transformatorenstation und Werkstattgebäude des Wasserwerkes | Kurt-Bennewitz-Straße 29 (Karte)       | Um 1910             | Ziegelbauten, in landschaftlich schöner Lage, von technikgeschichtlicher und baugeschichtlicher Bedeutung. - Wohnhaus: zweigeschossiger Klinkerbau mit Walmdach im Schweizer Stil und Gaupen, Segmentbogenfenster mit Fensterläden, Gliederung spärlich mit Gurtgesims und Bändern, denkmalgerecht saniert - Trafoturm: Klinkerbau mit Satteldach, Sockel mit Eckpfeilern, abgestuftes Gesims und Segmentbogentür (original), Segmentbogenfenster im Obergeschoss, originale Isolatoren - Wasserwerksgebäude: eingeschossiger Klinkerbau mit Satteldach im Schweizer Stil, Querbau ebenfalls mit Satteldach und hölzernem Dachreiter, Segmentbogenfenster mit teilweise originalen Holzfenstern und Holztüren, in Giebelflächen abgestufte Treppenfriese, kleinere Anbauten später, steht auf Gelände des heutigen Wasserwerkes | 08973413 |
| Weitere Bilder | Herrenhaus des Rittergutes                                             | Südstraße 8 (Karte)                    | Um 1820             | Große markante Kubatur mit ortsbildprägendem Mansarddach, von baugeschichtlicher und ortsgeschichtlicher Bedeutung. Zweigeschossiger Putzbau (saniert), Mansarddach mit Zwerchhaus, auskragende Holztraufe, im Giebel Halbrundfenster, originales Portal und originale Fensterformate, Fenster neu, großes Zwerchhaus mit Satteldach, später Großbauerngut Horschke (ehemals). | 08973419 |

## Zschettgau
| Bild | Bezeichnung                                                           | Lage                             | Datierung                                                        | Beschreibung | ID       |
| ---- | --------------------------------------------------------------------- | -------------------------------- | ---------------------------------------------------------------- | --- | -------- |
|      | Transformatorenstation                                                | Am Käuzchenturm 25 (vor) (Karte) | Um 1920                                                          | Von technikgeschichtlicher Bedeutung. Turm verputzt mit Pyramidendach (Biberschwanzdeckung, neu) und Kugelbekrönung auf Klinkersockel, weit auskragende Traufe, Eisenblechtür noch original. | 08973467 |
|      | Wohnhaus, Seitengebäude und daran angebaute Scheune eines Bauernhofes | Im Bauerndorf 21 (Karte)         | Ende 19. Jahrhundert (Bauernhaus); bezeichnet mit 1939 (Scheune) | Im Ortskern gelegene, weitgehend authentische und ortsbildprägende Hofanlage mit stattlichem Gründerzeitwohnhaus, von baugeschichtlicher Bedeutung. - Wohnhaus: zweigeschossiger Putzbau mit flachem Walmdach, Fenstergewände in Kunstgussstein in Neorenaissanceformen, Mittelrisalit straßenseitig mit Drillingsfenstern und Dreieckgiebelverdachungen, zwei neue liegende Fenster, Fenster hofseitig mit Kielbogengewänden, originale Tür, innen originales Treppengeländer und Fußbodenfliesen - Scheune: roter Klinkerbau, Satteldach (Biberschwanzdeckung) mit Giebeldachreiter, hofseitig zwei große originale hölzerne Rolltore, mittig Tafel mit Initialen W.N. 1939, - Stall: roter Klinkerbau auf Polygonalmauerwerksockel in Granitstein, Gliederung durch Segmentbogenabschlüsse der Türen und Fenster im Erdgeschoss, unter den Fenstern vertiefte Brüstungsfelder, teilweise veränderte Fenster (neu mit Betonsturz), im Drempel Rundbogenzwillingsfenster, Gesimse mit typischem Zahnschnittfries und Deutschem Band | 08973466 |

## Ehemalige Baudenkmäler

### Ehemalige Baudenkmäler (Eilenburg)
| Bild                                    | Bezeichnung                                                            | Lage                            | Datierung                                    | Beschreibung | ID       |
| --------------------------------------- | ---------------------------------------------------------------------- | ------------------------------- | -------------------------------------------- | --- | -------- |
|                                         | Wohnhaus                                                               | Am Anger 8 (Karte)              | Mitte 19. Jahrhundert und später             | Wohnhaus und Einfriedung in offener Bebauung; als gutes Beispiel der Stadterweiterung von baugeschichtlicher Bedeutung. Gestrichen 2014. | 08973425 |
| Direkt Bild zu diesem Denkmal hochladen | ehem. Restaurant Klinge                                                | Bahnhofstraße 9 (Karte)         |                                              | Gründungs- und Versammlungslokal des Eilenburger Arbeiterbildungsvereins ab 1888. Abbruch vor 2009. |          |
|                                         | Schützenhaus                                                           | Bahnhofstraße 29, 30 (Karte)    | Mitte 19. Jahrhundert                        | Die ehemalige Gaststätte, später als Stadthalle und Kulturhaus genutzt, war als eines der größten Veranstaltungshäuser der Stadt von ortshistorischer und baugeschichtlicher Bedeutung. Das stadtbildprägende Gebäude befand sich in Ecklage zum Stadtpark. Abbruch 2001. | 08973322 |
|                                         | Bürgerhaus                                                             | Bergstraße 7 (Karte)            |                                              | Gestrichen vor 2009. |          |
|                                         | Bürgerhaus                                                             | Bergstraße 8 (Karte)            |                                              | Gestrichen vor 2009. |          |
| Weitere Bilder                          | Wohnhaus in halboffener Bebauung                                       | Bergstraße 18 (Karte)           | Ende 19. Jahrhundert                         | Straßenbildprägende zeittypische historisierende Putzfassade von baugeschichtlicher Bedeutung. Zweigeschossiger Putzbau mit Satteldach, vierachsiger, leicht vorgesetzter Mittelrisalit mit Dreieckgiebel, Erdgeschoss mit Putznutung, Rundbogenfenster, im ersten Obergeschoss mit gerader Verdachung und profilierten Putzgewänden, Okulus im Giebel, seitlich kleine Mezzaninfenster (Zustand baufällig). Nach 2017 gestrichen. | 08973723 |
|                                         | Mietshaus                                                              | Bergstraße 23 (Karte)           | Ende 19. Jahrhundert                         | Mietshaus in geschlossener Bebauung; Gründerzeithaus mit straßenbildprägendem Charakter. Gestrichen 2014, Abbruch 2017. | 08973418 |
| Direkt Bild zu diesem Denkmal hochladen | Wohnhaus                                                               | Bergstraße 56 (Karte)           | 18. Jahrhundert                              | Wohnhaus in geschlossener Bebauung; charakteristisches traufständiges Gebäude als Beispiel der älteren kleinstädtischen Bebauung mit straßenbildprägendem Giebel, ortsentwicklungsgeschichtlich von Bedeutung. Abbruch 2000. | 08973319 |
| Direkt Bild zu diesem Denkmal hochladen | Pavillon                                                               | Clara-Zetkin-Straße 1 (Karte)   | Um 1880                                      | Einziges erhaltenes zur ehemaligen Fabrikantenvilla der Kattundruckerei gehörendes Gebäude; von außerordentlicher baukünstlerischer Qualität. Abbruch nach 2009. | 08973262 |
|                                         | Mietshaus                                                              | Dorotheenstraße 1a (Karte)      | Ende 19. Jahrhundert                         | Mietshaus in halboffener Bebauung; Zeugnis gründerzeitlicher Wohnbebauung, von straßenbildprägender Wirkung. Gestrichen 2014. | 08973733 |
|                                         |                                                                        | Dr.-Külz-Ring (Karte)           |                                              | Fluchtlinienverlauf der mittelalterlichen Stadtanlage innerhalb des Dr.-Külz- und des Nordrings. Gestrichen vor 2009. |          |
|                                         | Wohnhaus in halboffener Bebauung                                       | Hallesche Straße 16b (Karte)    | Ende 19. Jahrhundert                         | Von architekturhistorischem Interesse und in weitestgehend originaler Bausubstanz, von architekturhistorischem Interesse. Gestrichen 2014. | 08973338 |
|                                         | Freizeitzentrum Tivoli                                                 | Hallesche Straße 23 (Karte)     |                                              | Gestrichen vor 2009. |          |
|                                         | Wohnhaus in offener Bebauung                                           | Hügelstraße 3 (Karte)           | 19. Jahrhundert                              | Gebäude in authentischer Erscheinung und straßenbildprägender erhöhter Lage auf einem Hügel, ortsentwicklungsgeschichtlich von Bedeutung. Abbruch teilweise vor 2012, 2014 gestrichen, Ruine 2019 noch vorhanden. | 08973348 |
|                                         | Wohnhaus in halboffener Bebauung                                       | Hügelstraße 4 (Karte)           | Um 1850                                      | Weitgehend original erhaltenes Gebäude in straßenbildprägender Lage, ortsentwicklungsgeschichtlich von Bedeutung. Abbruch 2014. | 08973734 |
|                                         | Stellwerk                                                              | Kastanienallee (Karte)          | 1935                                         | Mit zeittypischem Baudekor versehenes Gebäude, baugeschichtliche und technikgeschichtliche Bedeutung. Zweigeschossig, Walmdach (Kronendeckung), weiter Dachüberstand, Klinkermischbauweise, Erdgeschoss in rotem Klinker, Eckbetonung durch angedeutete Pilaster, dreieckförmige Fensterverdachungen, Obergeschoss verputzt mit Erker (Walmdach), Fenster vermutlich erneuert, Wärterstellwerk Aw, ehemals mechanisch, in der Bauform Einheit, jetzt elektrifiziert. Zwischen 2020 und 2024 aus der Denkmalliste gestrichen. | 08973730 |
| Direkt Bild zu diesem Denkmal hochladen | Bleiglasfenster                                                        | Kranoldstraße 3 (Karte)         |                                              | Gestrichen vor 2009. |          |
| Direkt Bild zu diesem Denkmal hochladen | Verwaltungsgebäude                                                     | Kranoldstraße 25 (Karte)        | Ende 19. Jahrhundert                         | Verwaltungsgebäude einer Fabrik; typisches Zeugnis der Industrialisierung und der späten Gründerzeit in städtebaulich markanter Lage und anspruchsvoller Architektur, ortsgeschichtlich von Bedeutung. Abbruch 2006/2007. | 08973424 |
| Direkt Bild zu diesem Denkmal hochladen | Beimler-Denkmal                                                        | ehemals Mansberg 26 (Karte)     | 1963                                         | Denkmal für Hans Beimler; zur Erinnerung an den kommunistischen Politiker und Antifaschisten Hans Beimler, zum Fundus des Stadtmuseums zugehörig, von ortshistorischer Bedeutung. Gestrichen 2002, heute Fundus Stadtmuseum Eilenburg. | 08973250 |
| Direkt Bild zu diesem Denkmal hochladen | Wohnhaus                                                               | Marienstraße 7 (Karte)          | 1. Hälfte 19. Jahrhundert, um 1850           | Wohnhaus in offener Bebauung; kleinbäuerliches Wohngebäude, eines der letzten erhalten gebliebenen Bauernhäuser in typischer Fachwerkbauweise (Obergeschoss Fachwerk verputzt) und ursprünglicher Erscheinung, ortsentwicklungsgeschichtlich von Bedeutung. Abbruch 1997. | 08973272 |
| Direkt Bild zu diesem Denkmal hochladen | Stadtgut (Wohnhaus)                                                    | Marienstraße 8 (Karte)          | 18. Jahrhundert und später                   | Das Wohnhaus eines ehemaligen Stadtgutes war als Bestandteil der älteren Siedlungsstruktur von ortshistorischer Bedeutung. Abbruch 1999. | 08973349 |
|                                         | Wohnhaus in offener Bebauung                                           | Mühlstraße 5a (Karte)           | Um 1905                                      | Putzbau mit Mansarddach, ein weitgehend original erhaltenes Gebäude der 1. Hälfte des 19. Jahrhunderts, als Verkaufsraum der ehemaligen Textilmanufaktur Bodemer von ortsgeschichtlichem Interesse. Zweigeschossiger Putzbau mit Mansarddach und Gaupen, die von einem geschwungenen Kleeblattgiebel bekrönt werden, mittiges Portal original, Fenster nur teilweise (besonders im Obergeschoss und im Giebel) original, Putzgliederung als kräftige Rahmung mit Ecklisenen und Drempelband, seitliche Gliederung original erhalten mit Putzspiegeln, stilisiertem Zahnschnittfries und scharierten Rücklagen, profiliertes Traufgesims original, Gebäude auf leichter Anhöhe gelegen, Zugang über einfache Freitreppe. Abbruch 2018. | 08973236 |
|                                         | Betriebshalle                                                          | Mühlstraße 14 (Karte)           |                                              | Gestrichen vor 2009. |          |
| Direkt Bild zu diesem Denkmal hochladen | Stadtbad Marienbad                                                     | Muldenstraße (Karte)            | Um 1928                                      | Das alte Stadtbad mit Ausstattung und der qualitätvollen und künstlerisch wertvollen Klinkerfassade war von ortsgeschichtlicher Bedeutung. Abbruch 1999. | 08973355 |
| Direkt Bild zu diesem Denkmal hochladen | Wohnhaus                                                               | Muldenstraße 5 (Karte)          |                                              | Abbruch vor 2009. |          |
| Direkt Bild zu diesem Denkmal hochladen | Wohnhaus                                                               | Muldenstraße 6 (Karte)          |                                              | Abbruch vor 2009. |          |
|                                         | Wohnhaus                                                               | Nordring 31 (Karte)             | Ende 19. Jahrhundert                         | Wohnhaus in offener Bebauung und Einfriedung; villenartiges Wohnhaus der Gründerzeit mit aufwendiger Gestaltung, baugeschichtlich von Bedeutung. Abbruch 1998. | 08973286 |
| Direkt Bild zu diesem Denkmal hochladen | Wohnhaus                                                               | Röberstraße 9 (Karte)           |                                              | Gestrichen vor 2009. |          |
| Direkt Bild zu diesem Denkmal hochladen | Pfarrhaus                                                              | Schloßberg 11, 12 (Karte)       | 1688                                         | Pfarrhaus Sankt Marien; geschichtliche und städtebauliche Bedeutung. Abbruch nach 2009. | 09300439 |
| Direkt Bild zu diesem Denkmal hochladen | Wohnhaus                                                               | Schreckerstraße 6 (Karte)       |                                              | Gestrichen vor 2009. |          |
|                                         | Neubauernhofsiedlung                                                   | Straße der Jugend (Karte)       | 2. Hälfte der 1940er Jahre                   | Gestrichen vor 2009. |          |
|                                         | Wohnhaus                                                               | Sydowstraße 8 (Karte)           | um 1900                                      | Eisenbahnerwohnhaus, 1991/92 rekonstruiert. Gestrichen vor 2009. |          |
|                                         | Wohn- und Geschäftshaus                                                | Torgauer Straße 18 (Karte)      |                                              | Gestrichen vor 2009. |          |
|                                         | Bürgerhaus                                                             | Torgauer Straße 44 (Karte)      |                                              | Gestrichen vor 2009. |          |
|                                         | Bürgerhaus                                                             | Torgauer Straße 45 (Karte)      |                                              | Abgebrochen 1995 und anschließender Neubau des heutigen Hotel Rialto. |          |
| Direkt Bild zu diesem Denkmal hochladen | Wohn- und Geschäftshaus                                                | Torgauer Straße 54 (Karte)      |                                              | Gestrichen vor 2009. |          |
| Direkt Bild zu diesem Denkmal hochladen | Wohnhaus                                                               | Torgauer Straße 68 (Karte)      |                                              | Abbruch vor 2009. |          |
| Direkt Bild zu diesem Denkmal hochladen | Wohnhaus                                                               | Torgauer Straße 69 (Karte)      | 19. Jahrhundert                              | Gestrichen vor 2009. |          |
| Direkt Bild zu diesem Denkmal hochladen | Wohn- und Geschäftshaus                                                | Torgauer Straße 70 (Karte)      | 19. Jahrhundert                              | Gestrichen vor 2009. |          |
| Weitere Bilder                          | Brauerei Riebeck                                                       | Wurzener Platz 1–3, 5–7 (Karte) | Ende 19. Jahrhundert                         | Das ehemalige Brauereigebäude ist heute Geschäftshaus. In auffälliger Gestaltung liegt es in ortsbildprägender Lage und besitzt eine ortsgeschichtliche Bedeutung. Gestrichen 2014. Bis auf ein Fassadenteil 2024 abgebrochen. | 08973345 |
|                                         | Kulturhaus, Turbinenhalle und Schrankenwärterhäuschen der Chemiefabrik | Ziegelstraße 2 (Karte)          | um 1915 (Schrankenhaus) 1952/53 (Kulturhaus) | Teile des ehemaligen Eilenburger Chemiewerks: - Kulturhaus: Hauptgebäude mit hohem Satteldach, das von der Straße zwei Achsen zurückgesetzt ist und dem zwei kleinere seitliche Satteldächer zur Fassade vorgelagert sind, Putzgliederung durch Pilaster, Putzspiegel, Gurtgesimse, überstehende Traufe, rückseitig repräsentativer, mit Rundbogen überdachter Eingang und Freitreppe, teilweise originale Fenster, leerstehend, innen im Saal viel umgebaut. Abbruch 2007. - Turbinenhalle: Putzbau, Gliederung durch Gurtgesims und abgetrepptes Traufgesims, Bogendach, an der Giebelseite fünfachsiges langgestrecktes Fensterfeld, das sich im Giebel in Segmentbogenform fortsetzt, originale Eingangstür mit schmiedeeisernen floralen Gittern, innen original eisernes Treppengeländer, Fliesen in der Halle erhalten, original Terrazzofußboden im Treppenhaus. Abbruch 2007. - Schrankenwärterhäuschen: Putzbau, Obergeschoss mit fast geschlossen umlaufender Fensterfront, kräftige Sohlbank, Pyramidendach mit Kugel als Abschluss. Abbruch 2007 | 08973374 |
|                                         | Reihenwohnhäuser                                                       | Ziegelstraße 4–8 (Karte)        | Um 1915                                      | Als geschlossene Bebauung ausgeführte und straßenbildprägende Arbeiterwohnhäuser, sozialhistorische Bedeutung als Werkswohnungen des Eilenburger Chemiewerkes. Abbruch 2009. | 08973343 |

### Ehemaliges Baudenkmal (Behlitz)
| Bild                                    | Bezeichnung | Lage                  | Datierung       | Beschreibung | ID       |
| --------------------------------------- | ----------- | --------------------- | --------------- | --- | -------- |
| Direkt Bild zu diesem Denkmal hochladen | Häuslerhaus | Kirchbogen 15 (Karte) | 19. Jahrhundert | Charakteristische Lehmbauweise mit typischer Erscheinung, von baugeschichtlicher und sozialhistorischer Bedeutung mit wissenschaftlich-dokumentarischem Wert. Abbruch 2003. | 08973352 |

### Ehemalige Baudenkmäler (Kospa)
| Bild                                    | Bezeichnung | Lage                | Datierung                 | Beschreibung | ID       |
| --------------------------------------- | ----------- | ------------------- | ------------------------- | --- | -------- |
| Direkt Bild zu diesem Denkmal hochladen | Bauernhaus  | Am Ring 7 (Karte)   | 1. Hälfte 19. Jahrhundert | Bauernhaus eines vermutlich ehemaligen Zweiseithofes; von baugeschichtlicher Bedeutung. Abbruch 2003/2013.                                                                                       | 08973475 |
| Direkt Bild zu diesem Denkmal hochladen | Wohnhaus    | Am Ring 9 (Karte)   | Um 1890                   | Klinkerfassade, ortsbildprägendes Gründerzeitgebäude in zentraler Lage, von baugeschichtlicher Bedeutung. Abbruch 2000.                                                                          | 08973474 |
| Direkt Bild zu diesem Denkmal hochladen | Bauernhof   | Am Ring 10 (Karte)  | 19. Jahrhundert, um 1925  | Bauernhof mit Auszugshaus, Seitengebäude und Scheune; aufgrund weitgehend originaler Bausubstanz und charakteristischer Struktur von baugeschichtlicher Bedeutung. Gestrichen 2001.              | 08973473 |
| Direkt Bild zu diesem Denkmal hochladen | Häuslerhaus | Zur Mühle 2 (Karte) | Um 1910                   | Häuslerhaus mit Vorgarten; eingeschossiger Klinkerbau, typisches und charakteristisches Häusleranwesen, von sozialgeschichtlicher Bedeutung. Gestrichen 2001, abgerissen zwischen 2013 und 2015. | 08973741 |

### Ehemaliges Baudenkmal (Pressen)
| Bild                                    | Bezeichnung | Lage                    | Datierung       | Beschreibung | ID       |
| --------------------------------------- | ----------- | ----------------------- | --------------- | --- | -------- |
| Direkt Bild zu diesem Denkmal hochladen | Scheune     | Gartenstraße 10 (Karte) | 19. Jahrhundert | Lehmscheune in halboffener Bebauung; wissenschaftlich-dokumentarisch von Belang, baugeschichtliche Bedeutung. Abbruch 2003/2013. | 08973246 |

### Ehemaliges Baudenkmal (Wedelwitz)
| Bild                                    | Bezeichnung   | Lage                          | Datierung | Beschreibung | ID       |
| --------------------------------------- | ------------- | ----------------------------- | --------- | --- | -------- |
| Direkt Bild zu diesem Denkmal hochladen | Straßenbrücke | Kurt-Bennewitz-Straße (Karte) | Um 1925   | Straßenbrücke über die Knatter (Wedelwitzer Graben); Steinbrücke von technikgeschichtlicher Bedeutung. Gestrichen 2002. | 08973415 |

### Ehemalige Baudenkmäler (Zschettgau)
| Bild                                    | Bezeichnung | Lage                     | Datierung       | Beschreibung | ID |
| --------------------------------------- | ----------- | ------------------------ | --------------- | --- | -- |
| Direkt Bild zu diesem Denkmal hochladen | Bauernhaus  | Im Bauerndorf 4 (Karte)  | Um 1910         | Bauernhaus eines Dreiseithofes; strukturbestimmender und ortsbildprägender Baukörper in zentraler Lage mit zwei Lindenbäumen im Vorgarten                       |    |
| Direkt Bild zu diesem Denkmal hochladen | Auszugshaus | Im Bauerndorf 18 (Karte) | 19. Jahrhundert | Auszugshaus eines Zweiseithofes mit Hoftor und Vorgarten; von ursprünglicher Charakteristik und baugeschichtlicher Bedeutung; zwischen 2009 und 2013 abgerissen |    |

## Tabellenlegende
- Bild: Bild des Kulturdenkmals, ggf. zusätzlich mit einem Link zu weiteren Fotos des Kulturdenkmals im Medienarchiv Wikimedia Commons. Wenn man auf das Kamerasymbol klickt, können Fotos zu Kulturdenkmalen aus dieser Liste hochgeladen werden:
- Bezeichnung: Denkmalgeschützte Objekte und ggf. Bauwerksname des Kulturdenkmals
- Lage: Straßenname und Hausnummer oder Flurstücknummer des Kulturdenkmals. Die Grundsortierung der Liste erfolgt nach dieser Adresse. Der Link (Karte) führt zu verschiedenen Kartendiensten mit der Position des Kulturdenkmals. Fehlt dieser Link, wurden die Koordinaten noch nicht eingetragen. Sind diese bekannt, können sie über ein Tool mit einer Kartenansicht einfach nachgetragen werden. In dieser Kartenansicht sind Kulturdenkmale ohne Koordinaten mit einem roten bzw. orangen Marker dargestellt und können durch Verschieben auf die richtige Position in der Karte mit Koordinaten versehen werden. Kulturdenkmale ohne Bild sind an einem blauen bzw. roten Marker erkennbar.
- Datierung: Baubeginn, Fertigstellung, Datum der Erstnennung oder grobe zeitliche Einordnung entsprechend des Eintrags in der sächsischen Denkmaldatenbank
- Beschreibung: Kurzcharakteristik des Kulturdenkmals entsprechend des Eintrags in der sächsischen Denkmaldatenbank, ggf. ergänzt durch die dort nur selten veröffentlichten Erfassungstexte oder zusätzliche Informationen
- ID: Vom Landesamt für Denkmalpflege Sachsen vergebene, das Kulturdenkmal eindeutig identifizierende Objekt-Nummer. Der Link führt zum PDF-Denkmaldokument des Landesamtes für Denkmalpflege Sachsen. Bei ehemaligen Kulturdenkmalen können die Objektnummern unbekannt sein und deshalb fehlen bzw. die Links von aus der Datenbank entfernten Objektnummern ins Leere führen. Ein ggf. vorhandenes Icon  führt zu den Angaben des Kulturdenkmals bei Wikidata.

## Ausführliche Denkmaltexte
1. ↑  Wasserturm der Eilenburger Celluloidfabrik:
Der Wasserturm auf dem Gelände der ehemaligen Celluloidfabrik in Eilenburg entstand in den Jahren 1915/16, als das Werk aufgrund der kriegsbedingt steigenden Produktion von Schießbaumwolle vergrößert wurde und diesbezüglich der Bedarf an Wasser zu Herstellungszwecken und als Feuerlöschreserve stieg. Er wurde nach einem Entwurf des Eilenburger Architekten Otto Lemke von der renommierten Stahlbetonbaufirma Dyckerhoff & Widmann gebaut und war zur damaligen Zeit einer der ersten und mit einer Höhe von 60 Metern auch größten in Eisenbeton gefertigten Türme. Über kreisrundem Grundriss (Durchmesser 14 Meter) bildet zunächst eine zweigeschossige, reich durchfensterte Sockelzone den Unterbau des Turmes, auf dem der Schaft aus acht Eisenbetonstützen aufragt, dessen nichttragende Wandfelder leicht zurückgesetzt sind und unterhalb des auskragenden Behältergeschosses in Segmentbögen abschließen. Das schmucklose Behältergeschoss wird im oberen Bereich von profilierten Gesimsen akzentuiert und von einem Kegeldach mit Laterne abgeschlossen. Die bemerkenswerte technische Ausstattung – zwei übereinander angeordnete Hochbehälter der Bauart Intze (Fassungsvermögen 1000 Kubikmeter und 500 Kubikmeter) – sowie weitere, nachträglich ergänzte Wasserbehälter wurden bei der Sanierung 2002/03 entfernt. Lediglich der im Sockelgeschoss angeordnete Tiefbehälter (500 Kubikmeter) wird noch als Löschwasserreservoir genutzt. Im Inneren führen bis unterhalb der ehemaligen Behälter Betontreppen, danach eine schmale, gusseiserne Wendeltreppe nach oben. Heute ist der Turm eines der letzten Zeugnisse der ehemaligen Celluloidfabrik und weithin sichtbares Wahrzeichen der Stadt Eilenburg. Er beherbergt Nisthilfen für Vögel und dient als Telekommunikationsstandort.
2. ↑  Bahnhof Eilenburg:
  - Empfangsgebäude: langgestrecktes Bahnhofsgebäude mit mehreren versetzten Gebäudeteilen in unterschiedlicher Traufhöhe, rote Klinkerbauweise mit flachem Walmdach im Schweizer Stil, Gliederung hauptsächlich mit hohen Segmentbogenfenstern im Erdgeschoss, Gurtgesims mit Deutschem Band, mit gelbem Klinkerformsteingesims abgesetzte, verputzte Traufzone, kleiner Risalit (Eingangsbereich) mit Rundbogenfenstern im Obergeschoss und neuem Vordach, großer Risalit mit drei hohen Rundbogenfenstern und vorgelagertem, auf kräftigen Konsolen liegendem Balkon im Obergeschoss und kleinen Rundbogenfenstern im Giebelgesims, östlicher, campanileartiger Turm mit schmalen, hohen Rundbogenfenstern in gemeinsamer Rücklage im zweiten Obergeschoss, östlich davon Vorbau mit Wintergarten in Fachwerkkonstruktion, innen originale Holzdecke
  - Bahnsteigüberdachung: mit gusseisernen Säulen und Fachwerkkonstruktion
  - Brückenkopf: westlich im Bahnbetriebsgelände als Zyklopenmauerwerk in Granit mit Sandsteineckquaderung, einziger Pfeiler als Abschluss erhalten
  - Fahrdienstleiter-Stellwerk Eilenburg West (Ew): qualitätvoller Klinkerbau, schmaler dreigeschossiger Hauptbau mit Flachdach auf breitem vorgelagertem Erdgeschossbau, auf Stahlträgern sitzender, über die Gleise geführter Riegel mit schmaler, umlaufender Fensterfront, von kräftig abgesetztem Kunststeingewände gerahmt, Fenster original, Hauptgebäude mit scharfkantig geschnittenen Rundbogenfenstern auf flacher abgesetzter Sohlbank, Drempel mit umlaufendem Zickzackfries, seitlicher Treppenaufgang mit rippenförmig abgesetztem Blendfeld aus glasierten Klinkersteinen, Fenster teilweise original, Schornsteinbau später
  - Stellwerk Eilenburg Ost (Eo): zweigeschossiger gelber Klinkerbau mit Kopfbau, Erker und Walmdach (Biberschwanzdeckung) im Schweizer Stil, Erdgeschoss massiv Klinker, Obergeschoss Fachwerk mit Klinkerausfachung, Gliederung mit roten Klinkern in Sockel, Bändern, Deutschem Band und Sohlbänken, Tür original, Fenster neu, teilweise neue Mauerflächen und zugesetzte Fenster
3. ↑  Kattun-Manufaktur Bodemer & Co.:
Die ehemalige Kattun-Manufaktur in Eilenburg an der Mühlstraße westlich des historischen Stadtkerns ist der älteste Standort der dort seit 1803 ansässigen Textilindustrie. In diesem Jahr erwarb der Kaufmann Johann Jacob Bodemer das Grundstück am Fuße des Schlossbergs, den sogenannten Schlossgarten, und errichtete darauf eine Kattunfabrik. 1815 an Preußen übergangen, konnte sich aufgrund der Schutzzollpolitik das Unternehmen mit dem Firmennamen „Bodemer & Co.“ rasch entwickeln. Bodemer führte mechanische Webstühle ein, gliederte eine eigene Bleichanlage und eine Spinnerei an. Damit konnte der gesamte Produktionsprozess von der Rohbaumwolle bis zum fertigen Kattun innerhalb der Manufaktur ablaufen.
1830 übernahm der Schwiegersohn Bodemers, Carl Degenkolb, das Eilenburger Unternehmen, unter dem es zum führenden Kattunhersteller Preußens aufstieg. Nach seinem Tod im Jahr 1861 ging das Unternehmen an den langjährigen Mitstreiter Robert Schwerdtfeger und Hermann Thikötter über, die es 1873 aufgrund politischer Einflüsse und sinkendem Absatz in eine Aktiengesellschaft umwandelten. Das Fabrikgrundstück umfasste um 1910 ca. 50.000 Quadratmeter, das mit einer Vielzahl massiver, aneinandergereihter Bauten dem damaligen Anspruch einer modernen Fabrikanlage entsprach.
Aus der Entstehungszeit der Kattunfabrik ist auf dem Areal unterhalb des Schlossbergs heute noch der Verwaltungsbau, ein angrenzender Fabrikbau, ein Pferdestall, ein Taubenhaus sowie der umgebende einstige Fabrikgarten mit Gartenhaus erhalten. Der markante Verwaltungsbau, ein aus der Zeit um 1825 stammender dreigeschossiger verputzter Fachwerkbau über winkelförmigem Grundriss, ist durch ein Krüppelwalmdach mit Biberschwanzdeckung abgeschlossen. Die Fassade wird durch vorgeblendete hölzerne Gurt- und Sohlbankgesimse sowie ein profiliertes, auskragendes Traufgesims gegliedert. Die Fenstergewände der beiden Obergeschosse bestehen aus Holz, im zweiten Obergeschoss besitzen sie zusätzlich eine hölzerne Verdachung. Im Inneren befanden sich Räume mit Holz- und Gusseisensäulen. Nördlich an das Verwaltungsgebäude angeschlossen ist das um 1860 errichtete Fabrikgebäude, ein dreigeschossiger verputzter Ziegelsteinbau mit Segmentbogenfenstern und Gesimsen. Der Pferdestall, ein teils verputzter roter Klinkerbau mit flachem Satteldach aus der 2. Hälfte des 19. Jahrhunderts, zeigt im Mittelteil einen geschwungenen zweigeschossigen Giebel, während die eingeschossigen Seitenflügel einen Drempel aufweisen. Die Fassade wird durch Lisenen, Konsolgesimse, Segmentbogentüren und -fenster gegliedert. Das aus derselben Zeit stammende zweigeschossige Taubenhaus in Klinkerbauweise besitzt kleine Segmentbogenfenster, ein Gurtgesims und Eckpilaster. Die Gebäude sind von einem Fabrikgarten umgeben, der als regelmäßige Anlage gestaltet war. Von diesem Garten sind noch einige Altgehölze erhalten geblieben, von denen insbesondere eine mächtige Blut-Buche erwähnenswert ist. Eine Besonderheit stellt das im Osten des Gartens gelegene, um 1840 errichtete pavillonartige Gartenhaus auf oktogonalem Grundriss dar. Das Gebäude wurde von einem Baumpaar aus Eschen flankiert, von dem heute noch ein Baum und ein Stubben erhalten sind. Der verputzte Ziegelbau zeigt eine hervorragende architektonische Gliederung mit Eckpilastern und Segmentbogengewänden mit profilierten Putzfaschen sowie eine hölzerne Traufe. Im Inneren haben sich Reste der hölzernen Täfelung, farbige Wandfassungen und ein originales, biedermeierliches Deckengemälde erhalten. Auch wenn sich alle genannten Gebäude durch langen Leerstand heute in einem bedauerlichen Zustand befinden, zeugen sie als letzte, weitgehend authentisch überkommene Reste des frühesten Textilfabrikationsstandorts in Eilenburg. Aus diesem Grund weisen die genannten Baulichkeiten einen baugeschichtlichen, industriegeschichtlichen und ortsgeschichtlichen Wert auf. Der Garten mit seinem Gartenhaus besitzt als früher Fabrikgarten darüber hinaus auch gartengeschichtliche Bedeutung.